# Hauingen

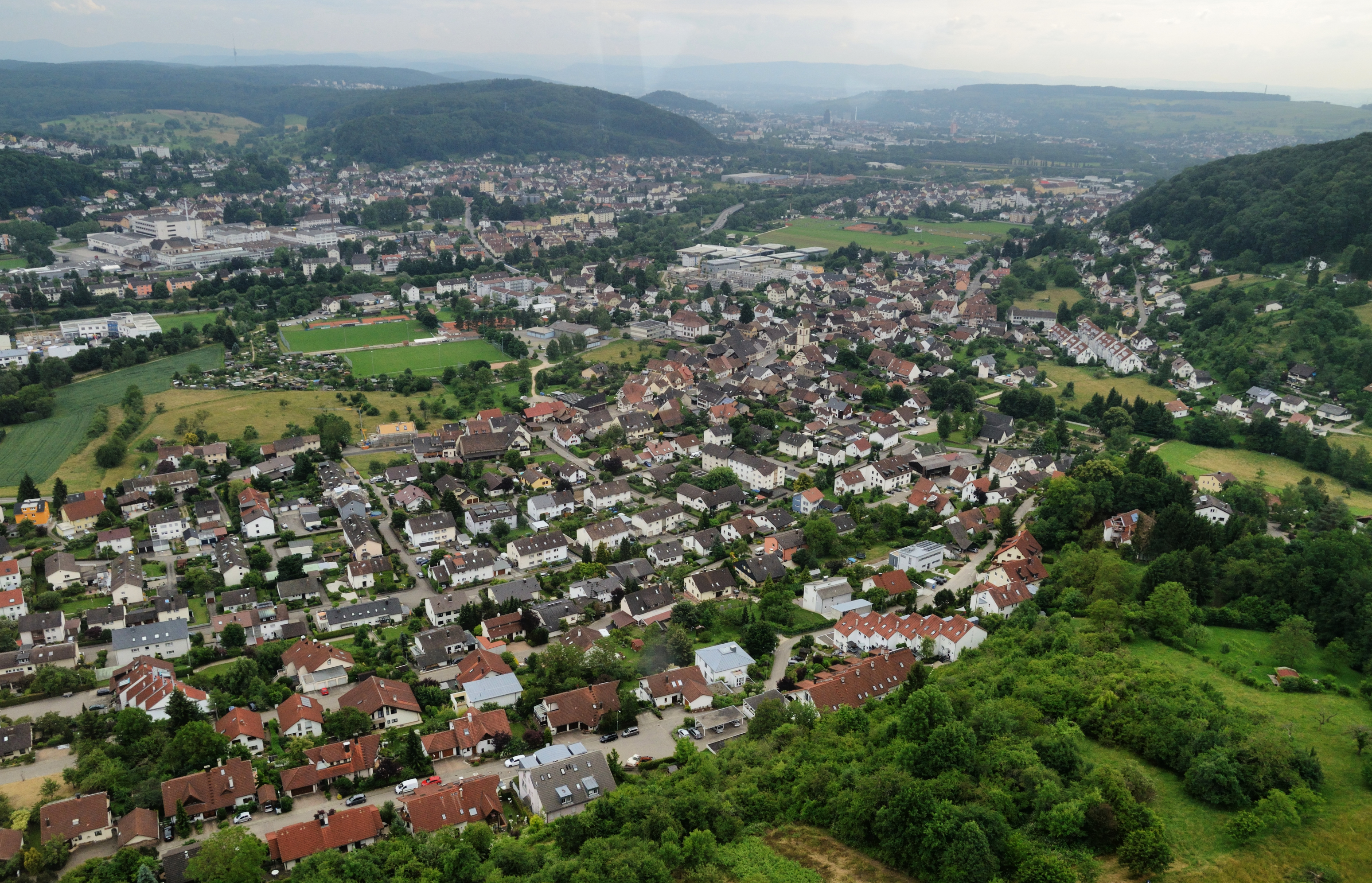
Luftbild Hauingens von Nordosten

Hauingen (Alemannisch: Hauige oder Hauge) ist der nördlichste Ortsteil von Lörrach in Baden-Württemberg. Er zählt rund 3000 Einwohner, liegt überwiegend nördlich des Flusses Wiese und erstreckt sich geografisch vom Flussbett der Wiese bis zu den Höhen des Röttler Waldes. Die frühere Arbeitersiedlung Neu-Hauingen (alemannisch: Neui Hüüsli), seit 1893 entstanden, liegt südlich der Wiese. Hauingen wurde erstmals 1102 in der Urkunde des Bischofs Burchard von Basel erwähnt. Eine Besiedlung vor diesem Zeitpunkt gilt als wahrscheinlich. Siedlungsgeschichtlich entwickelte sich der Ort aus einem Straßendorf heraus. Obwohl Hauingen seit 1975 zu Lörrach gehört, hat es eine eigene Ortschaftsverwaltung mit Einwohnermeldeamt und Standesamt.

## Geographie

### Lage und Gliederung

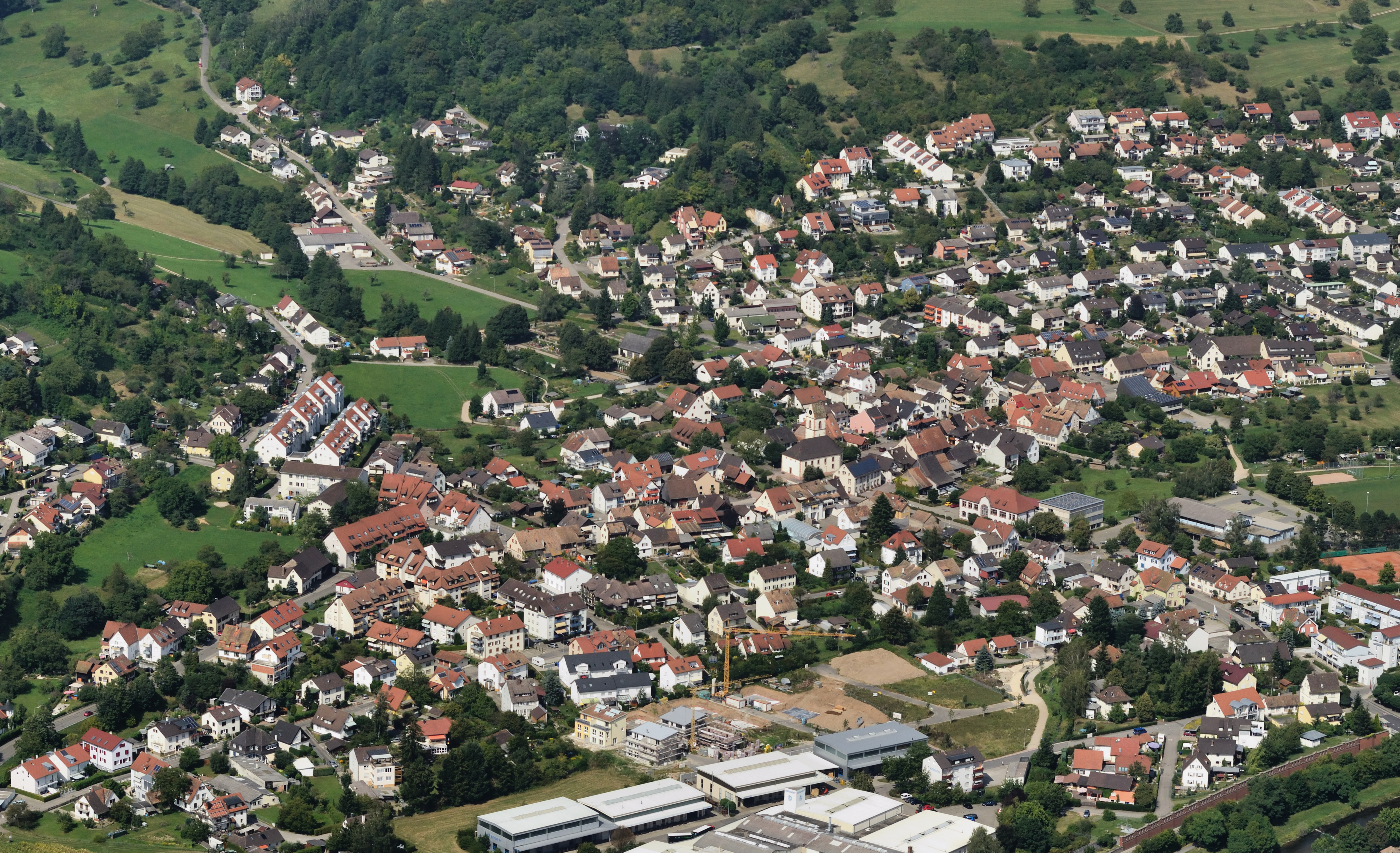
Luftbild von südöstlicher Richtung mit dem Ausläufer des Soormatttals

Hauingen liegt im Nordwesten des vorderen Wiesentals sowie am Ausgang des Soormatttals und ist Lörrachs nördlichster Ortsteil. Der südliche Teil der Hauinger Gemarkung liegt etwas oberhalb der Talsohle auf etwa 300 Meter Höhe. Der nördliche Teil ist stark bewaldet und hügelreich und gehört zu den südwestlichen Ausläufern des Naturparks Südschwarzwald. Die höchste Stelle befindet sich auf 555 Meter, auf der sogenannten Wegspinne im Röttler Wald. Durch den Ortskern fließt der Soormattbach, der in die Wiese mündet.
Südöstlich von Hauingen, zu einem kleinen Teil auf der Gemarkung von Brombach gelegen, erstreckt sich das 11,65 Hektar große Gewerbegebiet Entenbad an der Bundesstraße 317. Auf dem seit 1986 eröffneten Gelände haben sich bisher 27 Unternehmen angesiedelt. Auf der östlichen Gemarkungsfläche fließt der Heilisaubach südwärts in den Steinenbach, der seinerseits westlich vom Entenbad in die Wiese mündet.
Hauingen grenzt im Süden an Brombach und im Südwesten an Haagen, welche ebenfalls Ortsteile von Lörrach sind. Östlich davon schließen sich Steinen und der zugehörige Ortsteil Hägelberg an. Im Norden grenzt der Ort an Kandern und im Nordwesten an Wittlingen, mit dem Hauingen über die Kreisstraße 6344 verbunden ist.

### Wald
Die 740 Hektar große Gemarkung Hauingen ist mit 445 Hektar und somit zu rund 60 % mit Wald bedeckt. Ihr Anteil an der Gesamtfläche liegt damit über dem Durchschnitt von Baden-Württemberg (34 %) und dem des Landkreises Lörrach (48 %). Der hohe Waldanteil blieb trotz früher und starker Besiedlung erhalten. Der überwiegende Teil des Waldes (70 %) gehört der Gemeinde, zu 10 % ist das Land Eigentümer, 19 % entfallen auf private Eigentümer und 1 % auf andere Gemeinden wie beispielsweise Weil am Rhein.
Seit den 1970er Jahren hat sich die Funktion des Waldes stark gewandelt. Die wirtschaftliche Nutzung ist in den Hintergrund gerückt und er dient heute eher als Ausgleichs- und Erholungsraum. Nach den Zerstörungen durch den Orkan Lothar im Dezember 1999 war die Erholungsfunktion stark beeinträchtigt. Mittlerweile sind jedoch durch die natürliche Regenerationsfähigkeit kaum noch Schäden sichtbar. Im März 2001 beschloss der Ortschaftsrat, einen Teil des Röttler Waldes als Bannwald (→ Bannwald Röttler Wald) zu erklären. Entlang des Dachsbau- und Rebländerwegs gehören 17 Hektar des Hauinger Waldes und 149 Hektar des angrenzenden Staatswaldes zu den größten Bannwaldflächen in Baden-Württemberg.
Dank des Waldreichtums hatte Hauingen bis 1966 ein in der Gemeindeordnung festgeschriebenes Gabholzrecht. Durch die steigenden Einwohnerzahlen ließ sich dieses Recht jedoch nicht fortführen. Das heißt, dass neue Bürger nicht mehr nachrücken konnten und 2010 nur noch sieben Bürger gabholzberechtigt waren. Mit diesem Rückgang stieg entsprechend der Anteil an frei verkäuflichem geschlagenen Brennholz. Dafür wurden bis in die 1990er Jahre Holzversteigerungen im Wald selbst durchgeführt. Zunehmend erhielt der Anlass volksfestähnlichen Charakter, der Besucher aus dem Umkreis anlockte.

### Geologie

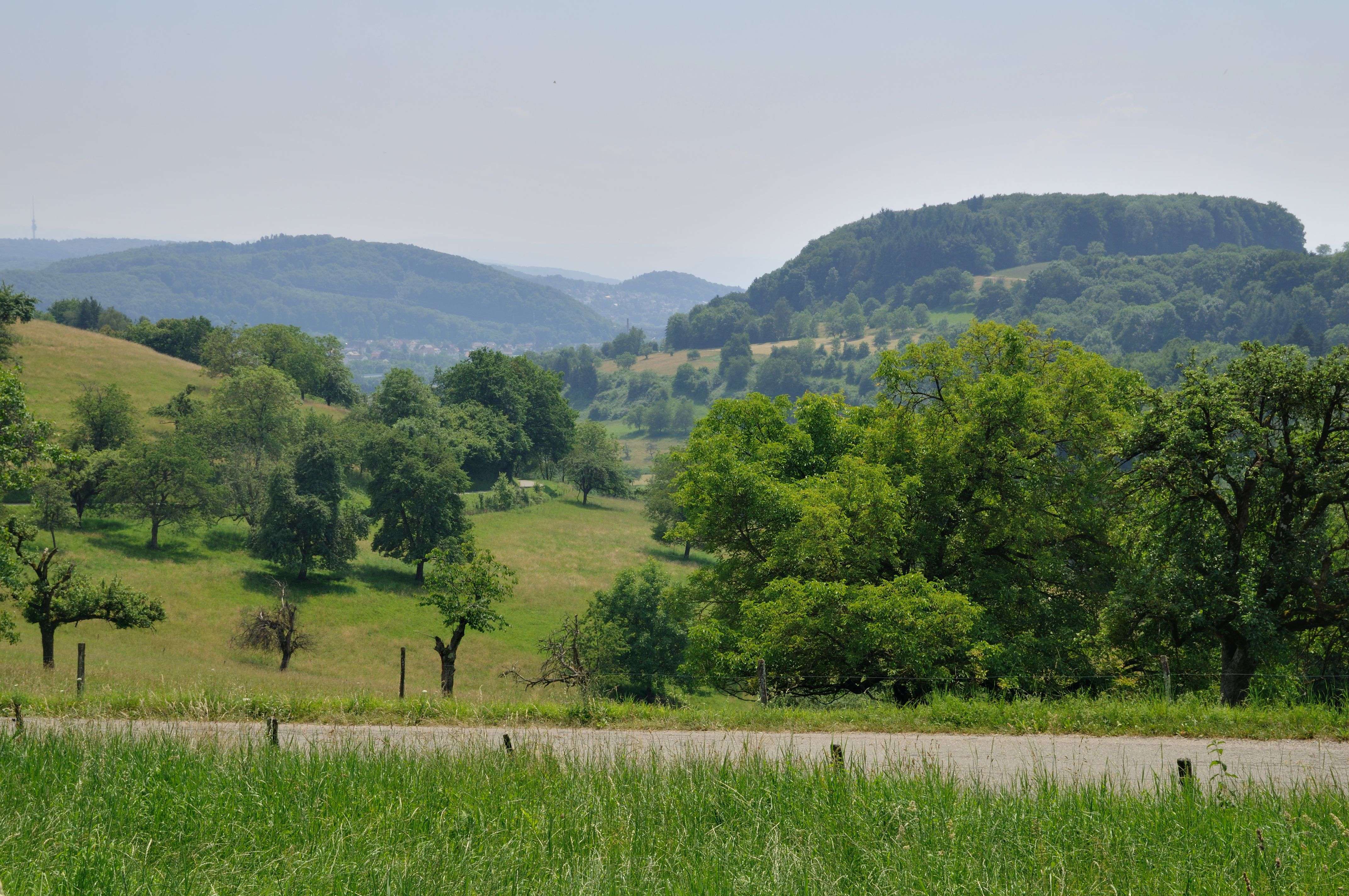
Blick vom Soormatttal nach Hauingen

Die Gesteinsbildungen in der Gemarkung Hauingens reichen vom Perm bis zum Quartär und sind damit bis zu 230 Millionen Jahre alt. Gekennzeichnet ist der geologische Aufbau durch eine Flexur (Verschiebung der Gesteinsschichten) des Rheintals, die nord-südlich ausgerichtet ist. Sie hat sich durch das aufsteigende Grundgebirge des Schwarzwalds und den absinkenden Grabenbruch des Rheintals geformt. Die Flexur bildet die westliche Begrenzung der Weitenauer Vorbergzone, zu der auch die Ortschaft Hauingen zählt. Der vorwiegend vorhandene Buntsandstein begünstigte die Bildung der engen Täler Soormatt, Heilisau und Steinenbach. In diesen Bereichen ist der Wald vorherrschend und wird zu den Randgebieten des Wiesentals hin von Feldern abgelöst. Die ständige Absenkung des Rheintals und die Hebung des Grundgebirges sind entlang der Verwerfungszone mit wenigen Millimetern im Jahr messbar.
In der Vorbergzone bis Schopfheim hat sich der vordere Teil des Wiesentals durch Längs- und Querbrüche gebildet. Das Wiesental änderte dort seinen Verlauf mehrfach; davon zeugen Deckenschotter der Nieder- und Hochterrassen. Erst als in den Jahren 1877 bis 1882 die Wiese kanalisiert wurde, blieb das Tal relativ unverändert.
Zur jüngsten geologischen Struktur gehört die Talsohle, die mit Sand und Kies aus dem Holozän gefüllt und rund 600.000 Jahre alt ist. Die Niederterrasse im Dorfkern Hauingens besteht aus würmzeitlichem Schotter. Während das Heilisautal fast ausschließlich aus Buntsandstein und an seinen oberen Hängen aus Lösslehm besteht, gibt es im Soormatttal deutlich mehr Schichten. Der Bereich des Lingertwaldes stammt aus der Trias vor rund 40 Millionen Jahren und besteht aus Oberem Muschelkalk (Hauptmuschelkalk, Bankkalk, Dolomit). In Richtung Rechberg findet man Mittleren Muschelkalk (Mergel, Gips, Dolomit), an den Talhängen Unteren Muschelkalk (Mergel, Mergelkalkstein, Dolomit). Das Gebiet des Rechbergs und der Bereich nördlich davon sind wieder deutlich jünger und bestehen aus altpleistozänem Schotter.

## Geschichte

### Erste Zeugnisse

Klostergründungsbericht von 1083

Eine ur- und frühgeschichtliche Besiedlung Hauingens lässt sich archäologisch nicht belegen. Ortsnamen mit der Endung -ingen (→ Ortsname) sind jedoch häufig auf alemannische Gründungen des 5. und 6. Jahrhunderts zurückzuführen.
Hauingen wurde 1102 erstmals in einer Urkunde des Bischofs Burkhard von Basel erwähnt als „Houvingin“. Der Bischof setzte Dietrich von Rötteln als Schirmvogt über das rechtsrheinische Gebiet des Klosters St. Alban ein, zu dem auch Hauingen gehörte. Der Historiker Schwarzmaier nimmt an, dass Heinrich IV. den Hauinger Besitz Bischof Burkhard als Reichsgut schenkte, weil er ein treuer Parteigänger war. Die Siedlung Rechberg nördlich des Dorfkerns von Hauingen wurde 1368 erstmals urkundlich genannt. In einem ersten Bericht zur Klostergründung im Jahr 1083 fand Hauingen ebenfalls mit dem Satz „Die Kilchen zu Hauingen mit seinen Reben, so in Äckhern, Matten und Wäldern“ Erwähnung.

### Ortsname
Der erste Herausgeber der St. Galler Urkunden, Trudpert Neugart, deutete Hauingens Ortsnamen „Anninchova“ als Auggen oder Hauigen. Diese Deutung ist möglich, da im Alemannischen die Suffixe -ingen und -inghofen (Schweizerdeutsch: -ikon) als -ige ausgesprochen werden. Andere Wissenschaftler lehnen diese Deutung jedoch ab. Der Historiker Franz Josef Mone korrigierte Neugarts Interpretation und das „Anninchova“ der Urkunden aus dem 8. Jahrhundert auf den Ort Innenkofen in der Nähe von Biengen im Breisgau. Damit bleibt die Basler Urkunde von 1102 der älteste gesicherte Beleg für den Namen. Im Laufe der Jahrhunderte wandelte sich die Schreibweise mehrfach. Die heutige setzte sich im 18. Jahrhundert durch und wurde von Johann Peter Hebel in seinem Gedicht Die Wiese in einer der beiden üblichen Dialektformen verwendet:

„Jez wandle mer füren ins Rebland, neben Hauigen aben und neben an Hagen und Röttle.“

In sämtlichen Namensbelegen trägt der Ort niemals die Endung -ing, -hofen oder -ikon. Das wird im Allgemeinen als Beweis dafür angesehen, dass „Anninchova“ nichts mit Hauingen gemein hat. Der Ortsname besteht aus dem Grundwort -ingen und dem Stamm how- bzw. hou- als Bestimmungswort. Da die meisten Ortsnamen mit der Endung -ingen mit einem Personennamen gebildet werden, liegt die Vermutung nahe, dass der Ortsname die Bedeutung bei den Leuten des Howo hat. Damit könnte ein gewisser Howo als Führer einer Alemannenschar den Ort gegründet haben.

### Frühe Neuzeit
Der Kirchturm in Hauingen wurde 1469 errichtet; die an der Ostseite des Turms eingemeißelte Jahreszahl weist darauf hin. Die Entstehungszeit des Untergeschosses sowie der Rippen des Kreuzgewölbes wird auf das 14. Jahrhundert geschätzt.
Im Jahr 1492 wurde in Hauingen ein Bad urkundlich erwähnt. Die Badquelle, die aus der Ebene unterhalb des Lingert-Hügels (429 Meter) hervortritt, dürfte noch älter sein, da bereits 1458 der Flurname „Badstub“ belegt ist. Die Badeanstalt und das Gasthaus gehörten damals der Kirche und standen zu ihrer Nutznießung zur Verfügung. Besucher konnten die Mineralquelle zur Heilung ihrer Leiden nutzen und im dazugehörigen Gasthaus logieren. Das Hauinger Bad muss vergleichsweise einfach gewesen sein. Landvogt Leutrum berichtete 1736: „Wäre die Beherbergung und Bedienung etwas anständiger, so könnte das Bad bestimmt ein Anziehungspunkt vor allem für Basler Gäste und Besucher werden“. Das Bad half vor allem bei Rheumatismus und Gliederschmerzen.
Die 1517 vom Markgrafen Ernst verfasste Landesordnung regelte die örtlichen Pflichten der Vögte. Hauingen hatte im Wechsel mit den Dörfern Haagen und Brombach seine Wiesen zu bewirtschaften und die Erträge abzuführen. Hauingen lieferte auch Holz für Schutzbretter und leistete weitere forstliche Frondienste. Nach dem Dreißigjährigen Krieg wurde der Frondienst immer mehr durch Geldabgaben der Gemeinden abgelöst. Markgraf Karl II. führte 1556 die Reformation ein; damit wurde das bis dahin katholische Hauingen protestantisch und auch an den Pfründen beteiligt, die in der Regel aus Weinlieferungen bestanden. Darüber hinaus wurden im Oberamt Rötteln in 55 Orten jährlich über 1200 Pfund an Geldleistungen eingezogen. Allein Hauingen entrichtete 28 Pfund, 3 Schilling und 3 Pfennig an Kirchengefälle.
Vier Jahre nach Einführung der Reformation, im Jahr 1560, wurde das Pfarrhaus fertiggestellt.

### Neuzeit
Mit den Kriegen zum Ende des 17. und Anfang des 18. Jahrhunderts – darunter dem Holländischen Krieg und den Erbfolgekriegen, wie dem Pfälzischen, Spanischen, Polnischen und dem Österreichischen Erbfolgekrieg – geriet das Dorf Hauingen zwischen die Fronten der Kriegsparteien.
Zur Verteidigung der Burg Rötteln wurden neben Schweizern auch Einheimische der Umgebung rekrutiert. Bis 1694 wurden die Bewohner zu täglichen Arbeiten wie zu Schanzarbeiten verpflichtet. Die Kriegsschäden beliefen sich 1689 auf 6810 Pfund. Im Jahr 1740 zählte das Dorf insgesamt 54 Häuser und 1760 wurde es von vier Brunnen versorgt. Im selben Jahr wurde der Weiler Rechberg dem Dorf Hauingen zugesprochen. 1769 schied Hauingen freiwillig aus dem seit 1411 nachgewiesenen Gerichtsverbund aus, zu dem Tumringen und Haagen gehörte.

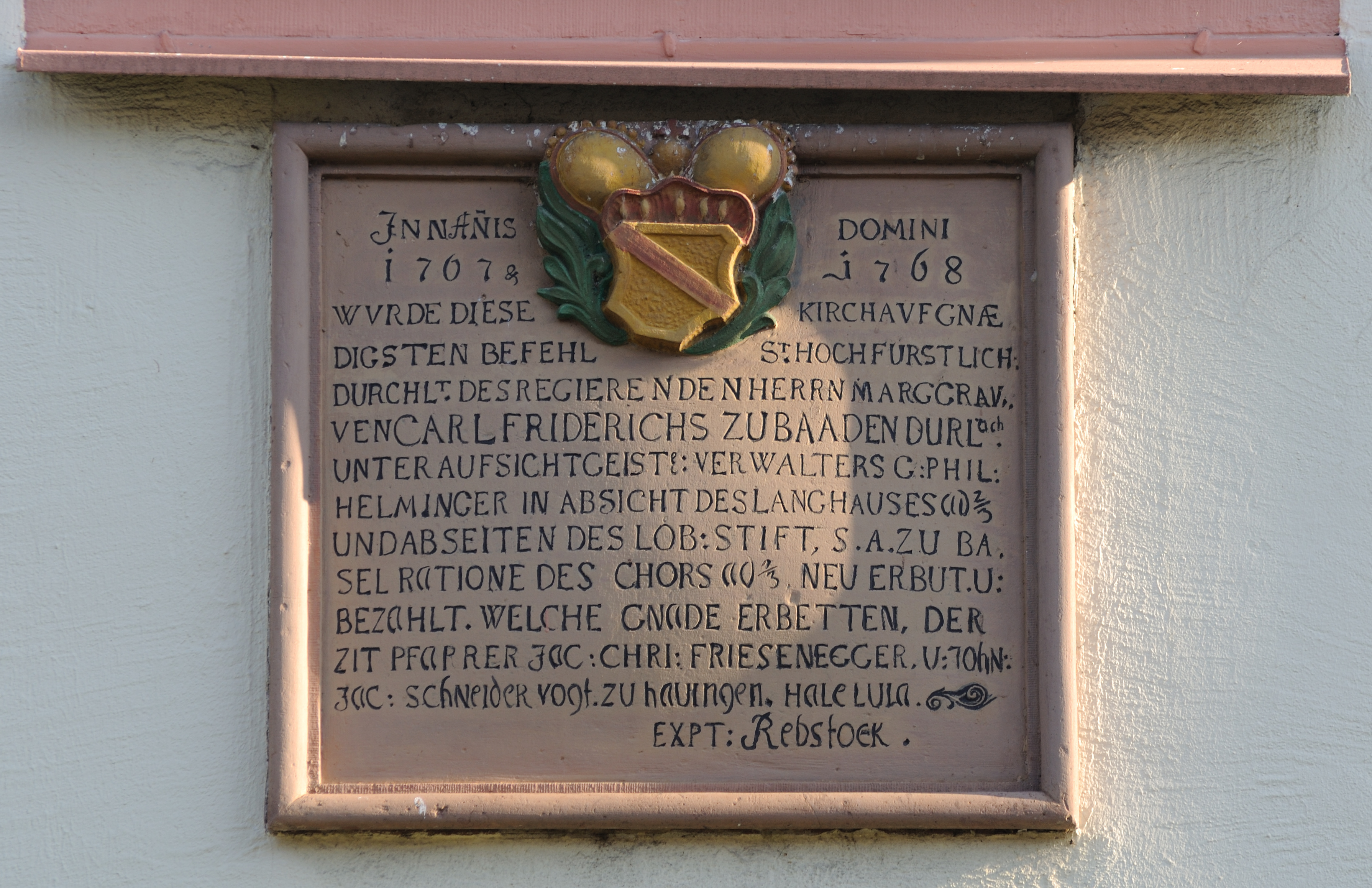
Gründungstafel der Nikolauskirche

In der evangelischen Nikolauskirche wurden 1759 die Eltern von Johann Peter Hebel, Johann Jakob und Ursula Hebel geb. Oertlin, getraut. Einer mündlichen Überlieferung zufolge soll Johann Peter Hebel sogar im Hauinger Bad zur Welt gekommen sein. Da es zu jener Zeit noch keine Geburtsurkunden gab, werden der Kirchenbucheintrag von St. Peter in Basel vom 13. Mai 1760 und briefliche Aussagen von Hebel selbst als Beleg dafür gesehen, dass er in Basel geboren ist.
Im 17. und 18. Jahrhundert wechselten die Besitzer des Hauinger Bads mehrfach. Dabei kam es 1747 zu Streitigkeiten zwischen dem Betreiber des Badebetriebes und dem zugehörigen Gasthaus. 1769 wurde das Bad wieder von einer Hand geführt und hatte zur zweiten Hälfte des 18. Jahrhunderts auch seinen Höhepunkt.
1848 wurde das heute als Schule genutzte Rathaus eingeweiht. Ende des 19. Jahrhunderts wurde eine Reihe von Vereinen gegründet, darunter die Hauinger Freiwillige Feuerwehr und ein Musik- und Turnverein.

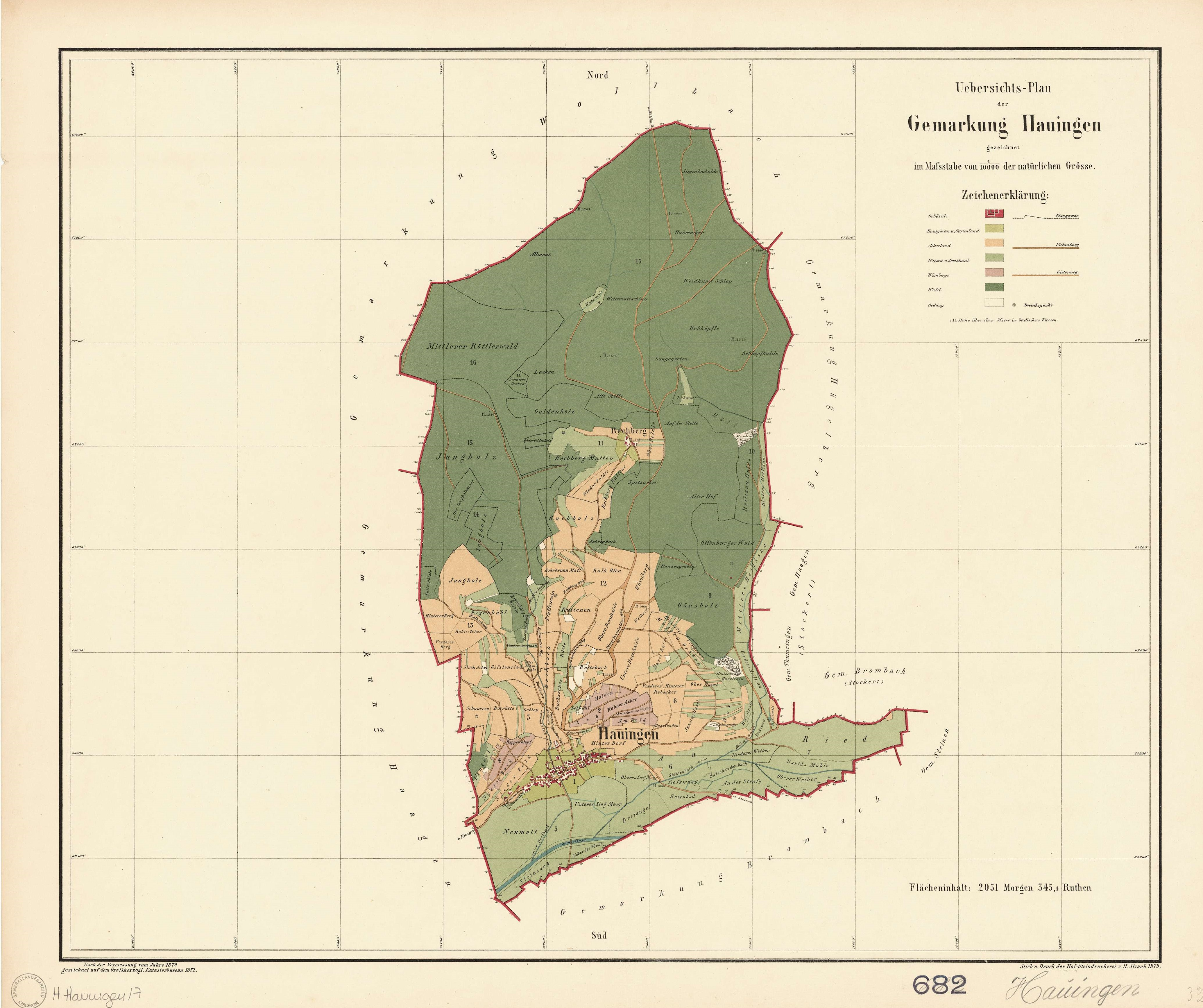
Karte Hauingens von 1870

Die Badische Revolution im Raum Lörrach fand auch in Hauingen Sympathisanten. Der evangelische Lehrer Gräßlin verbreitete unter Gemeindemitgliedern seine revolutionäre Gesinnung. Er soll fast 90 % seiner Kollegen dazu bewogen haben, für die Revolution Partei zu ergreifen. Der frühere Pfarrer von Hauingen, Eduard Engler, wurde wegen seines Verhaltens als Freischärler und Republikaner 1852 nach Tegernau versetzt. Nach dem Scheitern des Aufstandes wurde 1849 der Hauinger Bürgermeister Johann Jacob Brenneisen abgesetzt, weil er revolutionärer Umtriebe verdächtigt wurde; an seine Stelle trat Jacob Friedrich Tscheulin.
Die Anzahl der Kurgäste des Hauinger Bads nahmen Mitte des 18. Jahrhunderts jahrzehntelang immer weiter ab. Die wechselnden Pächter renovierten den nicht mehr zeitgemäßen und veralteten Betrieb nicht. Im Juni 1897 wurde das Bad schließlich umgebaut und 1926 um einen zweiten, 220 Quadratmeter großen Saal erweitert. Dieser Saal diente von 1953 bis 1969 dem Ort als Kino. Nicht zuletzt durch die aufkommende Erschließung neuer Verkehrswege ab Mitte des 19. Jahrhunderts bekam das Bad vor allem durch den Badeort Badenweiler zunehmend Konkurrenz. Das Hauinger Bad wurde 1980 abgerissen und musste einer neu errichteten Wohnanlage weichen. An das Bad erinnert seitdem auf dem ehemaligen Anwesen (Unterdorfstraße 33–33c) ein kleiner Brunnen.

#### 20. Jahrhundert

Ansicht Hauingens 1910

Bis zur Mitte des 20. Jahrhunderts blieb Hauingen der einzige Ort in der Talsohle des vorderen und mittleren Wiesentals, in dem sich keine Industriebetriebe ansiedelten. Ein Grund dafür lag in seiner verkehrstechnischen Randlage. Von der starken Ausbreitung der Textilunternehmen im 18. und 19. Jahrhundert profitierte der Ort damit nur indirekt. Der Fluss Wiese als Energiequelle wurde durch die im benachbarten Brombach angesiedelte Textilmanufaktur Großmann genutzt. Mit der Errichtung des Wasserkraftwerks in Rheinfelden zur Jahrhundertwende spielte dieser Aspekt zwar nur noch eine untergeordnete Rolle, dafür verhinderte in den ersten Jahrzehnten ein erheblicher Widerstand von Hauinger Bauern die Ansiedlung von Industrien.
Die Weltwirtschaftskrise Ende der 1920er Jahre und der vorangegangenen Währungsverfall beeinflusst allmählich auch die politische Landschaft. Während in den Wahlen zur Nationalversammlung am 6. Juni 1920 die Mehrheitssozialisten mit 35,4 % stärkste Kraft in Hauingen wurde, wurde es am 27. Oktober 1929 die KPD mit 22,6 %; die NSDAP wurde mit 12,5 % drittstärkste Kraft. Zu den Reichstagswahlen 1930 konnte die NSDAP ihren Stimmenanteil weiter ausbauen und errang im Ort nach der KPD (31,8 %) die zweitmeisten Stimmen mit 28,2 %.
Der Erste Weltkrieg forderte in Hauingen 63 Tote, neun Soldaten wurden vermisst. Im Zweiten Weltkrieg wurden 134 Personen als vermisst oder gefallen registriert. Darunter 111 Soldaten und Gefreite, elf Unteroffiziere, neun Feldwebel und drei Frauen. Am 24. April 1945 besetzten französische Truppen den Ort. Zu Beschädigungen oder Verwüstungen kam es nicht.
Anfang der 1960er Jahre musste für die wachsende Bevölkerung die Infrastruktur des Dorfes den gestiegenen Anforderungen angepasst werden. Die Turn- und Festhalle wurde neu gebaut und im September 1962 eingeweiht. Dazu kamen die Erweiterung des Schulhauses, eine Verbreiterung der Straßen und der Neubau der bis dahin fehlenden Kanalisation. Das alte Zentrum und die Kirche wurden ebenfalls in den 1960er Jahren renoviert. Die Straßenbauvorhaben stießen 1963 auf Ablehnung im Gemeinderat. Erst 1967 wurden neue Pläne vorgelegt, die kontrovers diskutiert wurden. Zu den umstrittensten Forderungen gehörte die Planung, das Rathaus aus Verkehrsgründen abzureißen. Dies wurde am 14. April 1971 vom Gemeinderat abgelehnt, da keine finanziellen Mittel für einen Neubau zur Verfügung standen.

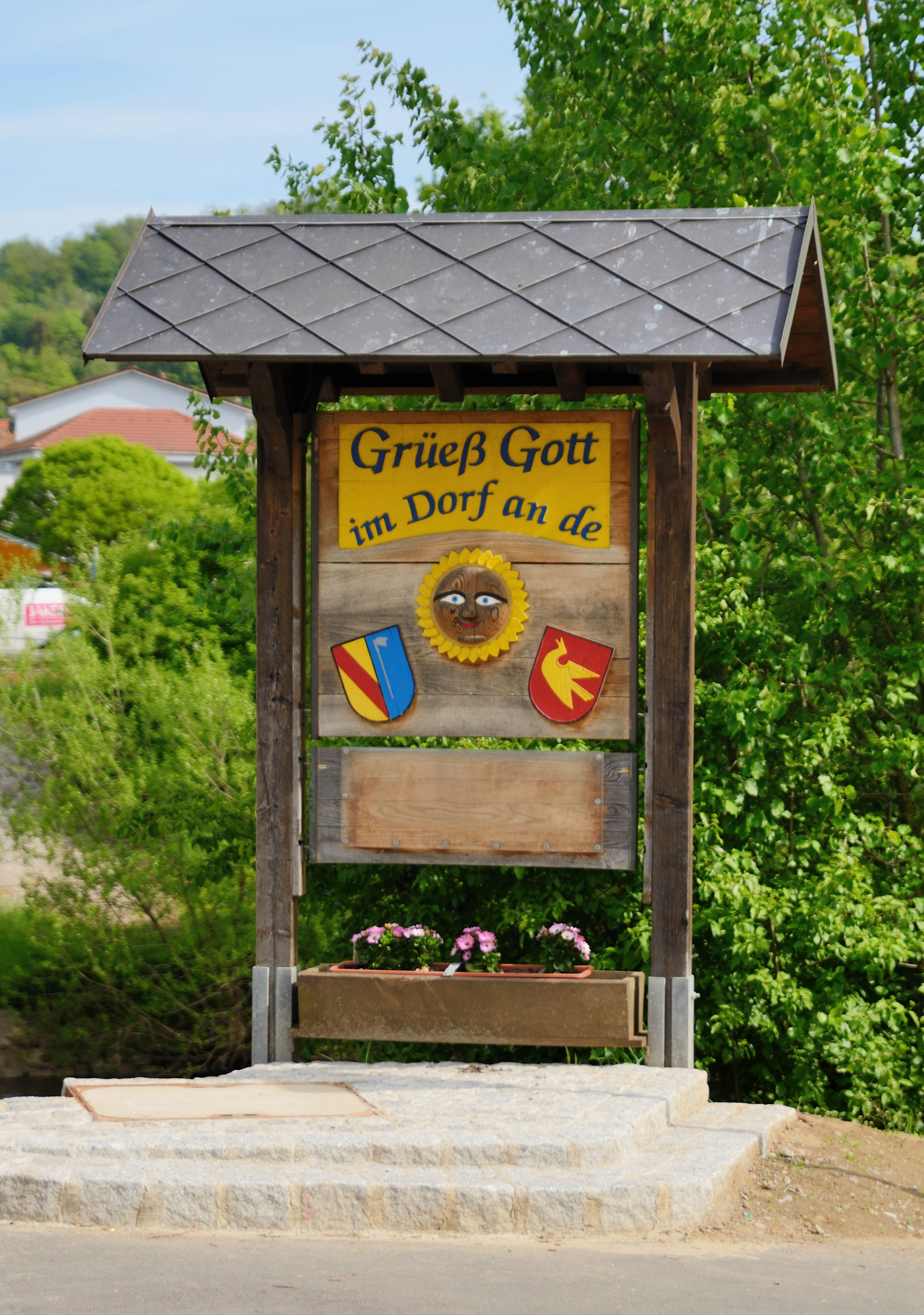
Ortseingangstafel im Osten

Am 1. Januar 1975 wurde Hauingen zusammen mit Brombach nach dem Besonderen Gemeindereformgesetz vom 9. Juli 1974 in die Kreisstadt Lörrach eingegliedert. Das Ziel der Landesregierung war, durch Einheiten mit mindestens 5000 Einwohnern die Verwaltungskraft zu stärken. Im Jahr davor hatte sich der Ortsteil Haagen der Stadt Lörrach freiwillig angeschlossen. Haagen erhielt die Zusage der Stadt Lörrach für eine eigene Ortsverwaltung und finanzielle und verwaltungstechnische Vorteile.
Hauingen hingegen lehnte bei einer Bürgeranhörung vom 27. Februar 1972 bei einer Beteiligung von 71 % mit 78 % der Stimmen ab. Bei einem Bürgerentscheid 1973 bestätigte die Bevölkerung mit 61 % diese Ablehnung. Wäre die gesetzliche Zwangseingemeindung vollzogen worden, hätten die Orte Brombach und Hauingen keine Sonderstellung erhalten. Da das Gesetz aber ausdrücklich räumlich getrennten Ortsteilen eine eigene Ortsverfassung zubilligte, einigten sich die Stadt Lörrach und beide Gemeinden darauf, die gleichen Rechte wie Haagen vertraglich zu vereinbaren.
Im Jahr 1986 wurde das Gewerbegebiet Entenbad erschlossen. Das zu einem geringen Teil auch auf Brombacher Gemarkung befindliche Gebiet ist in etwa zur Hälfte in städtischem Besitz. Es bietet rund 30 Betrieben außerhalb des Ortskerns Platz und ist verkehrsgünstig über die B 317 an die Autobahn A 98 angeschlossen. Am 20. September 1991 wurde mit dem sogenannten Hauinger Trog ein durch Hauingen führendes Teilstück der B 317 als Straßenunterführung eröffnet.

#### 21. Jahrhundert
2002 feierte der Ort sein 900-jähriges Bestehen. Im Jahr 2009 wurde der neue Flächennutzungsplan 2022 beschlossen, nach welchem in Hauingen 14 Hektar neue Wohn- und Gewerbeflächen erschlossen werden sollen. Darunter sind die Gebiete Neumatt und Soormatt zur Bebauung von Wohnungen vorgesehen sowie Infrastrukturmaßnahmen für das Dorf. 2010 stimmte der Ortschaftsrat dem Bau eines Funkturms für den Digitalfunk auf dem Hauinger Rechberg zu.

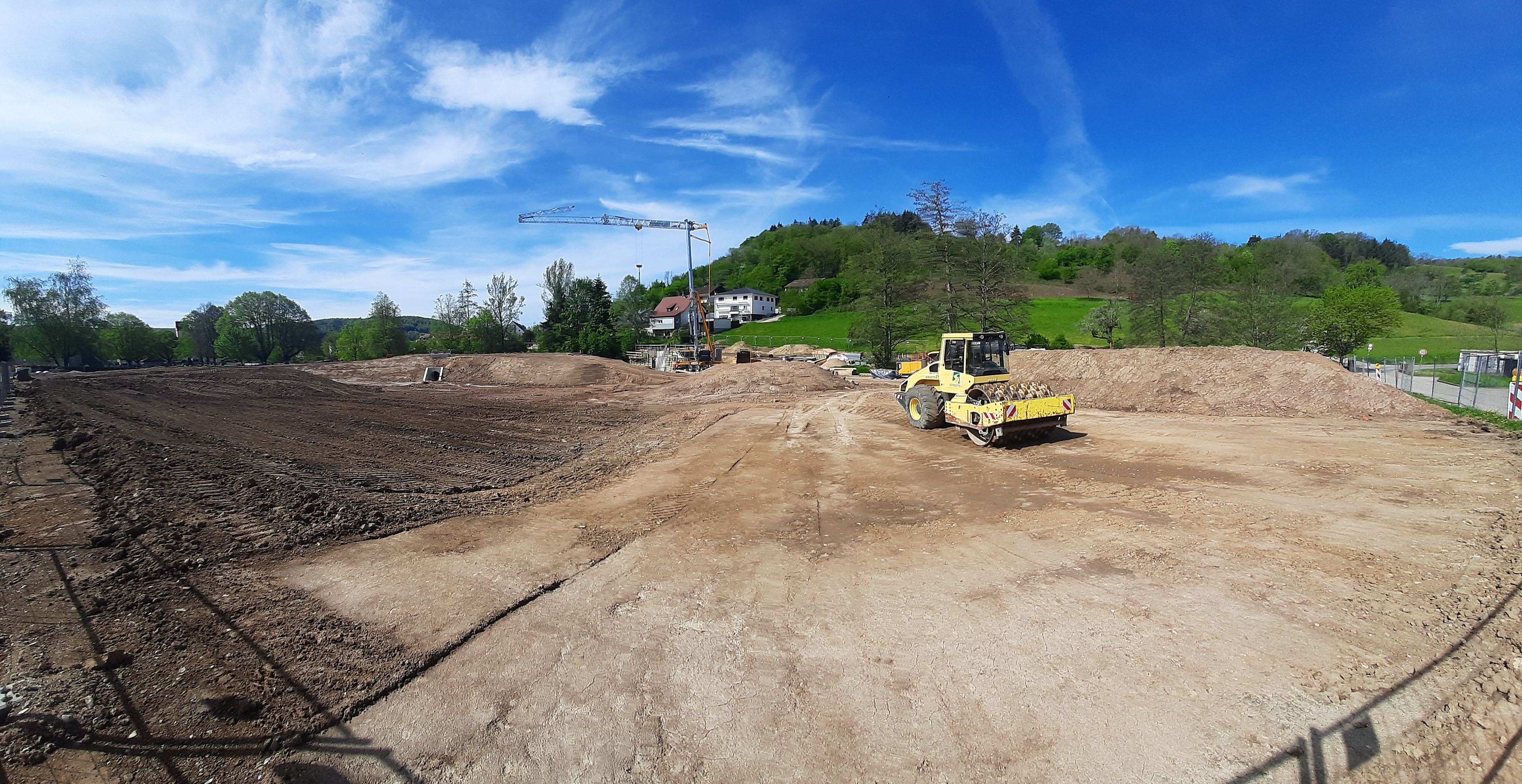
Neubau des Hochwasserrückhaltebeckens Soormattbach

Am 19. November 2019 erfolgte der Spatenstich für die Erschließung des Baugebietes „Am Soormattbach“. Insgesamt sollen 21 Baugrundstücke entstehen, von denen sieben städtische Grundstücke sind.
Oberhalb des Friedhofs, rund 300 Meter talaufwärts vom Ortskern entfernt, wurde seit Ende 2020 das Hochwasserrückhaltebecken Soormattbach gebaut. Der rund 235.000 Euro teure Bypass soll mit einem Fassungs- und Stauvermögen von 11.100 Kubikmetern das Wasser des Soormattbachs regulieren. Das dafür notwendige Dammbauwerk ist 3,50 Meter hoch und weist eine Länge von 122 Metern auf. Das Dammvolumen selbst beträgt 3.500 Kubikmeter.
Am 10. August 2022 wurde bei Bauarbeiten in der Nähe des Bahnhaltepunktes Lörrach-Brombach/Hauingen der Blindgänger einer 250 Kilogramm schweren amerikanischen Fliegerbombe gefunden. Um die Bombe zu entschärfen, wurden rund 3500 Anwohner im Umkreis von 500 Meter evakuiert, die Wiesentalbahn sowie die B 317 gesperrt. Am Großeinsatz waren rund 300 Einsatzkräfte vor Ort. Am frühen Abend konnte der Kampfmittelräumdienst nach erfolgreicher Entschärfung Entwarnung geben.
Am 7. Oktober 2023 wurde der Rundweg „Hauinger Häuser“ zur Selbsterkundung eröffnet. Die Bürgerinitiative „Lebendiges Hauingen“ stellt dazu eine Broschüre bereit und vermittelt auf ihrer Webseite weitergehende Informationen zu bestimmten historischen Häusern und vier weiteren Besonderheiten.

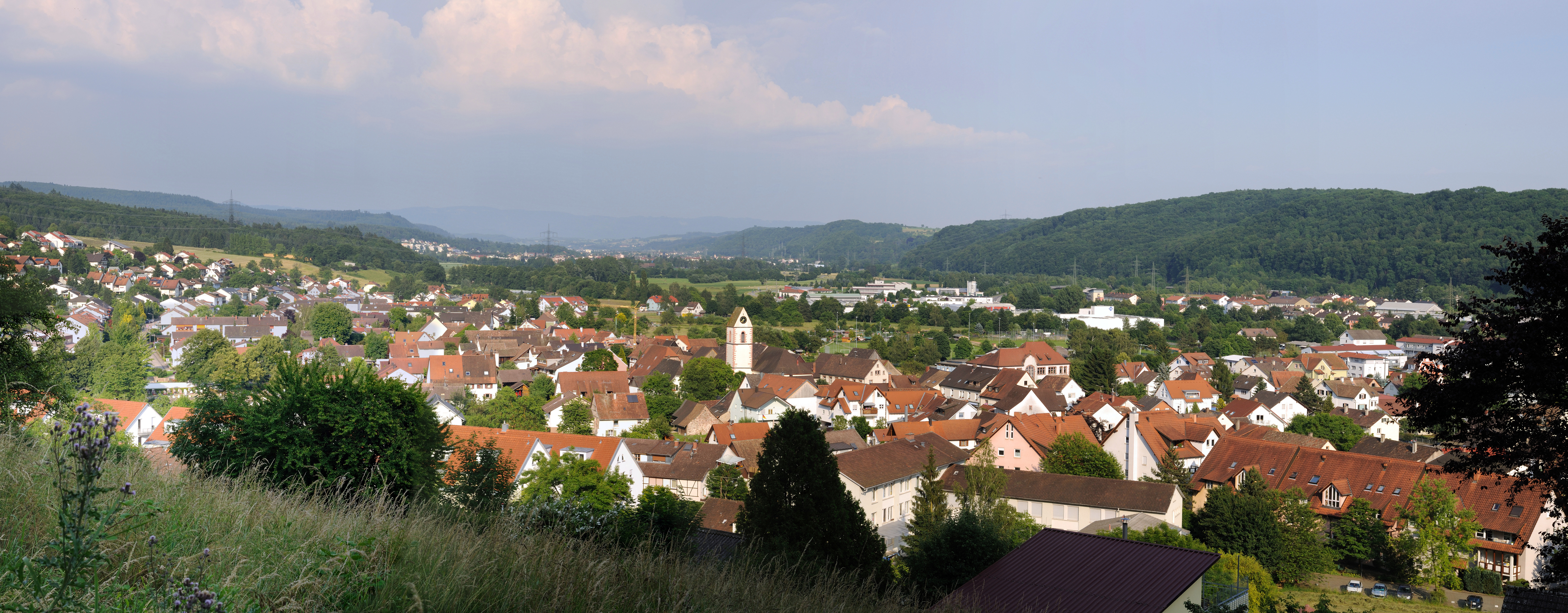
Blick auf das heutige Hauingen von Nordwesten

## Bevölkerung

### Bevölkerungsentwicklung
Die erste bekannte Einwohnerzahl geht auf das Jahr 1643 zurück. Es wurden 24 Bürger, davon drei Witwen, erwähnt; die Anzahl der Ehefrauen und Kinder wurde nicht genannt. Nach dem Dreißigjährigen Krieg zogen zahlreiche Schweizer zu. Im Jahr 1700 erreichte der Ort 200 Einwohner. Die stärksten Bevölkerungsanstiege verzeichnete Hauingen zur Zeit der Industrialisierung, insbesondere durch die Textilindustrie, und durch den Zuzug nach Ende des Zweiten Weltkrieges. Einen vorläufigen Höhepunkt erreichte die Bevölkerung gegen Ende der 1960er Jahre mit über 3100 Einwohnern. Seither war die Entwicklung eher rückläufig und schwankt um etwa 3000 Einwohner.
Der Anteil der Ausländer hat sich von 6,5 % im Jahr 1980 auf 6,7 % 1990, 8,2 % 2000 und 8,3 % 2010 erhöht.

Grafik zur Einwohnerentwicklung 1749–2024

| Jahr | Einwohner |
| ---- | --------- |
| 1749 | 330       |
| 1757 | 358       |
| 1800 | 420       |
| 1825 | 502       |
| 1837 | 496       |
| 1845 | 732       |
| 1852 | 664       |

| Jahr | Einwohner |
| ---- | --------- |
| 1861 | 874       |
| 1868 | 622       |
| 1895 | 831       |
| 1899 | 954       |
| 1900 | 1155      |
| 1908 | 1559      |
| 1928 | 1820      |

| Jahr | Einwohner |
| ---- | --------- |
| 1933 | 1942      |
| 1946 | 1601      |
| 1953 | 2050      |
| 1961 | 2459      |
| 1965 | 2587      |
| 1969 | 3126      |
| 1970 | 2944      |

| Jahr | Einwohner |
| ---- | --------- |
| 1977 | 2656      |
| 1990 | 2691      |
| 2000 | 3018      |
| 2010 | 2990      |
| 2011 | 3027      |
| 2023 | 3087      |
| 2024 | 3244      |

### Altersstruktur
Die Bevölkerung Hauingens verteilt sich in Abhängigkeit von der Altersgruppierung wie folgt:
| Altersgruppe | männlich | weiblich | Summe | Grafik |
| ------------ | -------- | -------- | ----- | ------ |
| 00–6         | 085      | 074      | 159   |        |
| 06–15        | 145      | 109      | 254   |        |
| 15–18        | 059      | 046      | 105   |        |
| 18–25        | 130      | 106      | 236   |        |
| 25–35        | 158      | 169      | 327   |        |
| 35–45        | 231      | 241      | 472   |        |
| 45–55        | 245      | 268      | 513   |        |
| 55–65        | 166      | 169      | 513   |        |
| 65–70        | 075      | 084      | 159   |        |
| über 70      | 191      | 239      | 430   |        |
| gesamt       | 1485     | 1505     | 2990  |        |

### Religion

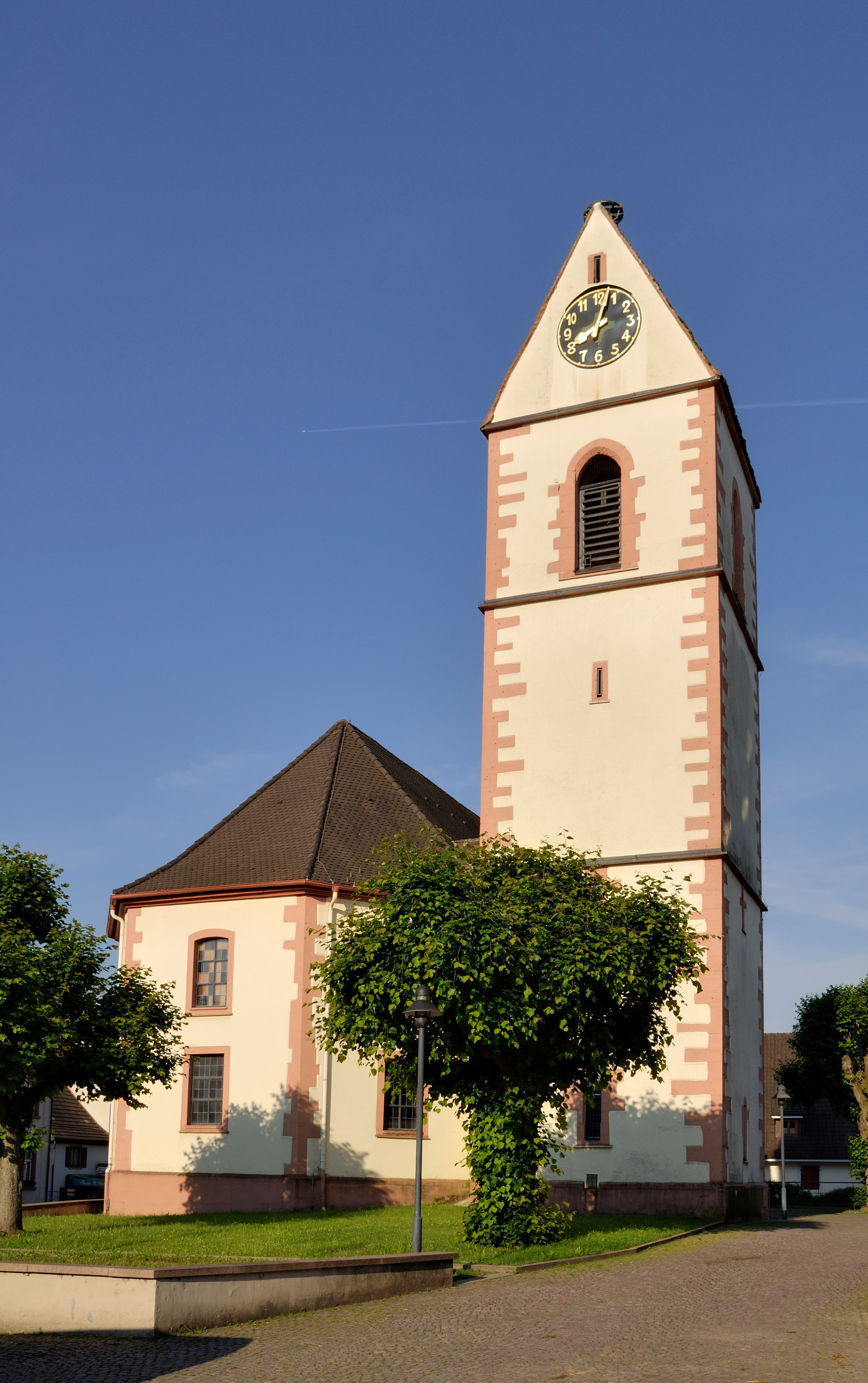
Die evangelische Nikolauskirche

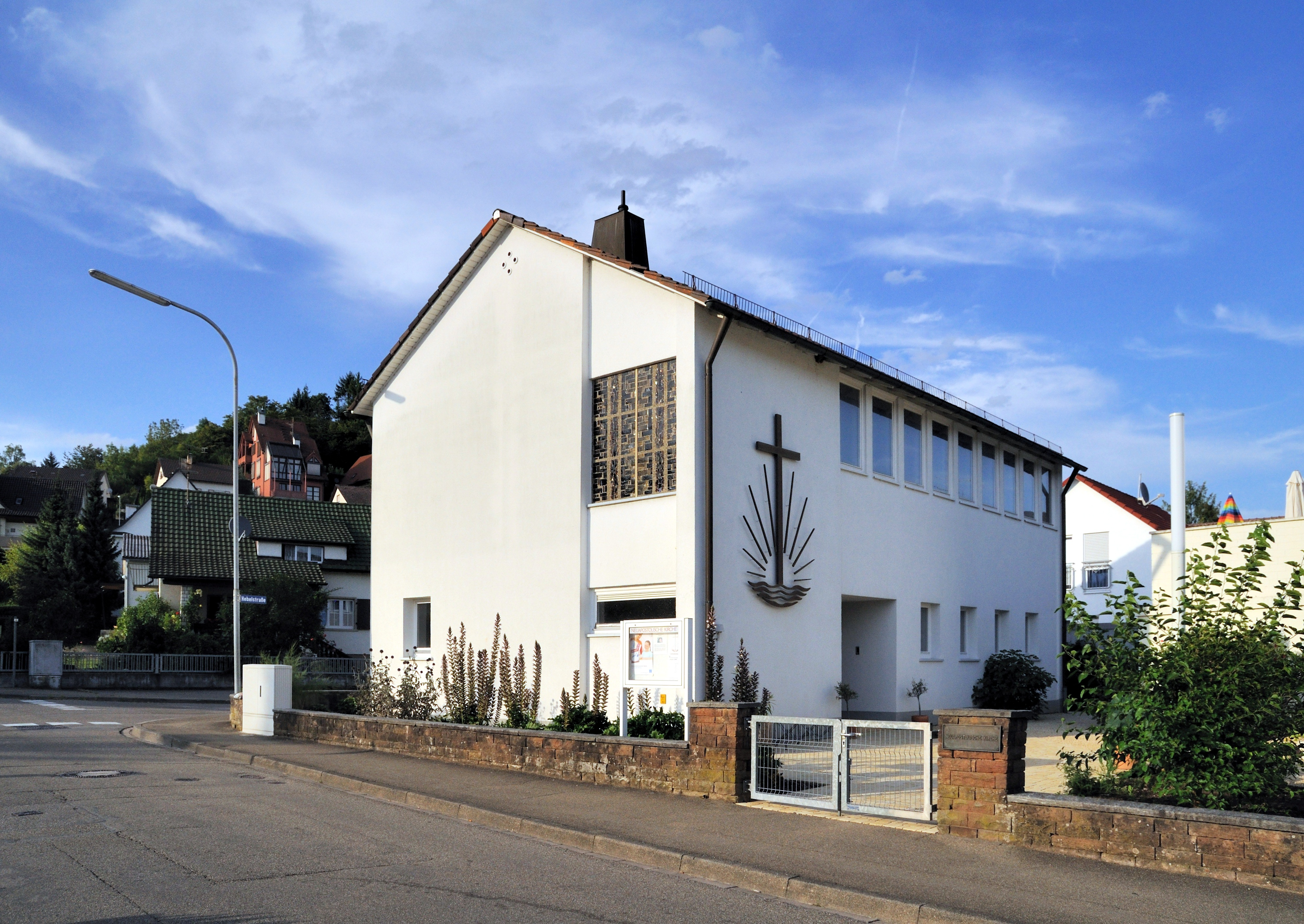
Ehemalige Neuapostolische Kirche Hauingen (1935–2012), seither eine Arztpraxis

In Hauingen ist die Kirche seit dem Jahr 1103 urkundlich nachgewiesen, die Pfarrei seit 1258. Bis zur Reformation gehörte sie dem Dekanat Wiesental und das Kloster St. Alban übte den Pfarrsatz aus. Die Annaten des 15. Jahrhunderts betrugen im Allgemeinen 32 Gulden. Der Reichtum ermöglichte es, den Pfarrer mit Naturalien und Geldeinkünften zu bezahlen. Dazu kam ein Kleinzehnt, der sich bis 1759 deutlich erhöhte. Dafür musste sich dieser verpflichten, für den baulichen Unterhalt des Pfarrhauses aufzukommen. Bis ins 18. Jahrhundert bezog der Hauinger Pfarrer auch Abgaben des Großzehnten und erhielt von der Gemeinde Holz. Damit ist Hauingen ein stark evangelisch geprägter Stadtteil, in dem trotz fallender Tendenz der mit Abstand größte Anteil der Bewohner dem evangelischen Glauben angehören. Die Katholiken von Hauingen sind der Pfarrgemeinde St. Josef in Brombach angeschlossen. Von 1980 bis 2010 erhöhte sich der Anteil der sonstigen Glaubenszugehörigkeiten und der konfessionslosen von 7,7 % auf 31 %.
Von 1935 bis Ende 2012 hatte die Neuapostolische Kirche in Hauingen ein eigenes Gemeinde- und Sakralgebäude. Das Haus in der Rechbergstraße unweit des Hauinger Friedhofs war ein schlichtes zweigeschossiges Gebäude mit Satteldach und einem Saal im Inneren. Von außen zierte ein Kreuz die Fassade. Nach der Schließung der Kirche wurde das Haus umfangreich umgebaut und wird seither als Gemeinschaftspraxis genutzt.
Die Religionszugehörigkeit bezogen auf bestimmte Jahre verteilte sich wie folgt:
| Religionszugehörigkeit in Hauingen | Religionszugehörigkeit in Hauingen | Religionszugehörigkeit in Hauingen | Religionszugehörigkeit in Hauingen | Religionszugehörigkeit in Hauingen |
| Jahr                               | Religion                           | Religion                           | Religion                           | Gesamt                             |
| ---------------------------------- | ---------------------------------- | ---------------------------------- | ---------------------------------- | ---------------------------------- |
|                                    | evangelisch                        | katholisch                         | sonstige oder ohne                 |                                    |
| 1858                               | 86,8 %                             | 13,2 %                             | 0 %                                |                                    |
| 1925                               | 75,5 %                             | 22,4 %                             | 2,1 %                              |                                    |
| 1950                               | 78,0 %                             | 19,3 %                             | 2,7 %                              |                                    |
| 1961                               | 72,1 %                             | 22,4 %                             | 5,4 %                              | 2459                               |
| 1970                               | 66,2 %                             | 27,7 %                             | 6,1 %                              | 2944                               |
| 1980                               | 66,8 %                             | 25,4 %                             | 7,7 %                              | 2560                               |
| 1990                               | 57,8 %                             | 28,5 %                             | 13,7 %                             | 2691                               |
| 2000                               | 48,2 %                             | 26,3 %                             | 25,5 %                             | 2891                               |
| 2010                               | 43,0 %                             | 26,0 %                             | 31,0 %                             | 2990                               |

## Politik

### Wappen
Das Wappen von Hauingen ist gespalten; es zeigt rechts in Gold einen roten Schrägbalken (badische Landesfarben), links in Blau eine silberne Haue. Dieser Teil des Wappens soll es „redend“ machen. Die genaue Herkunft des Ortsnamens ist ungewiss. Nach einer Erklärung könnte die erste Silbe Hau das Hauen oder Fällen von Holz bedeuten, sie könnte auch auf die abgebildete „Haue“ (Hacke) verweisen, sie könnte aber auch auf einen alemannischen Personennamen zurückzuführen sein. Das Wappen wurde Mitte des 19. Jahrhunderts von der Gemeinde eingeführt; das von ihr geführte Gemeindesiegel zeigte die beiden Figuren (Schrägbalken und Haue) in einem mit der großherzoglichen Krone bedeckten Schild. Die Wappenfarben und das Weglassen der Krone wurden 1905 auf Vorschlag des Generallandesarchivs festgelegt.

### Gemeindevorstände
Zusammen mit den Ortschaften Haagen und Tumringen gehörte Hauingen verwaltungstechnisch zunächst zur Vogtei Rötteln. Die gleichberechtigten Orte stellten abwechselnd den gemeinsamen Vogt, der auch den Vorsitz bei Gericht innehatte. Der erste urkundlich genannte Vogt war Gerwig von Rötteln im Jahr 1327.
1769 beantragte Hauingen, sich von der Vogtei Rötteln zu trennen. Die Genehmigung dafür erließ Karl Friedrich von Baden am 19. Dezember 1787. Ab 1788 stellte Hauingen als selbstständige Gemeinde eigene Vögte. Erst ab 1832 wurde der Gemeindevorstand als Bürgermeister bezeichnet. Die Bürgermeister von Hauingen waren:
| Jahr | Name                      |
| ---- | ------------------------- |
| 1832 | Jacob Friedrich Tscheulin |
| 1833 | Matthias Bürgin           |
| 1836 | Johann Jacob Brenneisen   |
| 1849 | Jacob Friedrich Tscheulin |
| 1868 | Johannes Ziegler          |
| 1877 | Johannes Schöpflin        |
| 1894 | Gustav Schwarzwälder      |
| 1903 | August Lenz               |

| Jahr    | Name                  |
| ------- | --------------------- |
| 1919    | Jacob Friedrich Rübin |
| 1933    | Ernst Sturm           |
| 1936    | Max Müller            |
| 1943/44 | ohne Bürgermeister    |
| 1945    | Georg Herter          |
| 1946    | Karl Ott              |
| 1957    | Alfred Rupp           |

Seit der Eingemeindung nach Lörrach werden die Gemeindevorstände als Ortsvorsteher bezeichnet.

### Ortsverwaltung und Ortschaftsrat

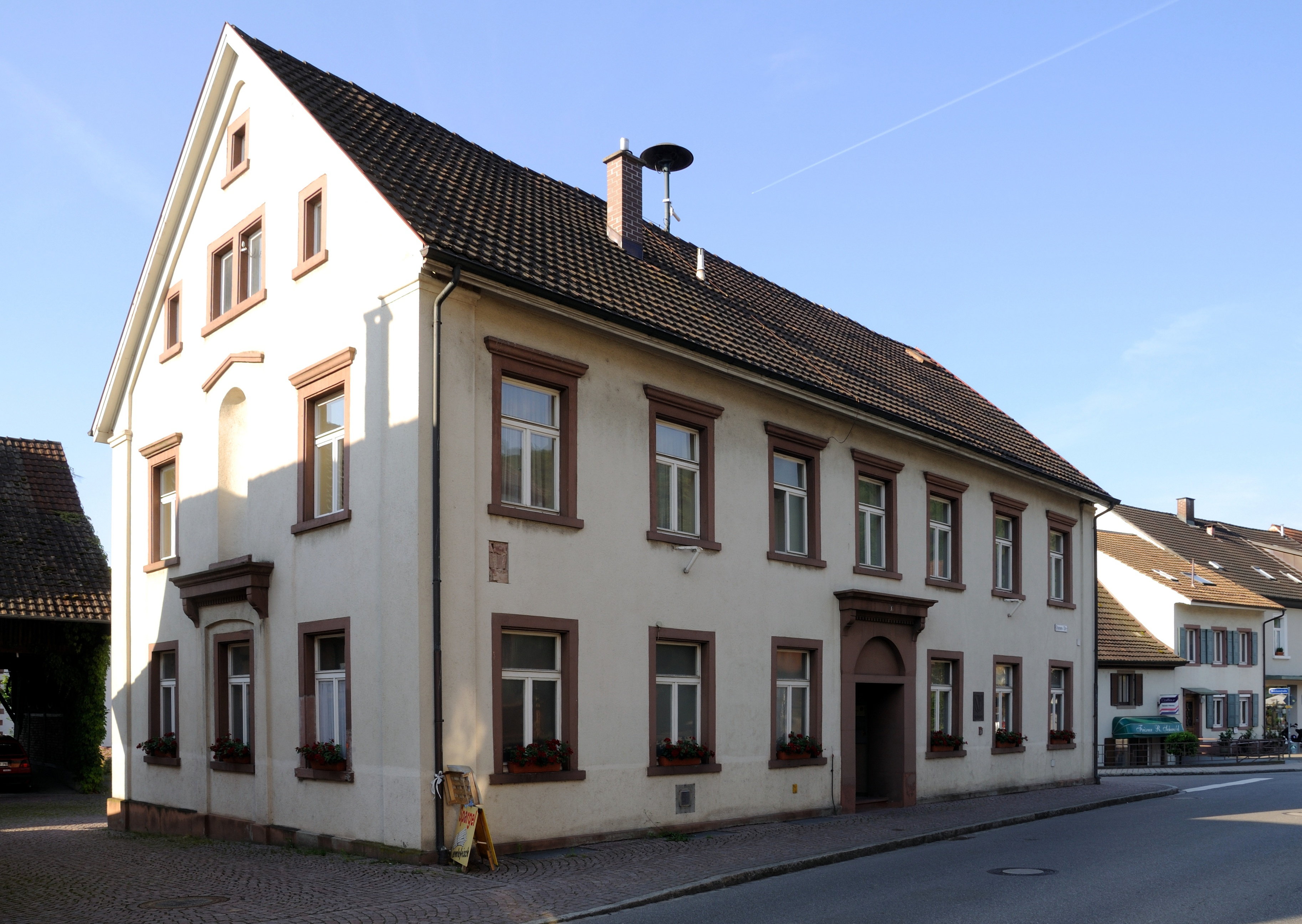
Hauinger Rathaus: Sitz der Ortsverwaltung und des Ortschaftsrates

Der Ortsteil Hauingen hat einen eigenen Ortschaftsrat, der aus acht ehrenamtlichen Ortschaftsräten und einem Ortsvorsteher als Vorsitzendem besteht. In der Zeit als selbstständige Gemeinde hatte der Ort zwölf Gemeinderäte.
Die Wahl Mai 2019 zum Ortschaftsrat, bei der die CDU mit 28,48 % der Stimmen zwei Sitze, die SPD mit 40,76 % drei Sitze und die Freien Wähler mit 30,75 % drei Sitze errangen, fand am 26. Mai 2019 statt. Die Wahlperiode dauert fünf Jahre.
Auch in Hauingen ist die Wählervereinigung der Freien Wähler – wie in vielen Gemeinden Baden-Württembergs – verhältnismäßig stark vertreten. Ganz untypisch dazu ist die Stärke der SPD, die landesweit in nur sehr wenigen Gemeinden der CDU überlegen ist. Obwohl im Ort die Sozialdemokraten, und vor dem Zweiten Weltkrieg auch die Kommunisten, eine starke Stellung in der Gemeinde hatten bzw. haben, ist das Wahlverhalten der Hauinger bei den Bundestagswahlen christdemokratisch orientiert. Mit Ausnahme der Bundestagswahl 1961, wo die SPD mit 43,6 % die stärkste Partei wurde, errang in Hauingen stets die CDU die Mehrheit.
Der Ortschaftsrat tagt öffentlich im Hauinger Rathaus gegenüber der Kirche. Im Rathaus befindet sich auch die Ortsverwaltung, die unter anderem die Dienste Einwohnermeldewesen, Fundbüro, Ausstellung der Lohnsteuerkarte und Standesamt anbietet.
Der Ortsvorsteher wird aus den Reihen des Ortschaftsrates vorgeschlagen und stellt sich dem Lörracher Stadtrat zur Wahl. Er wird vom Oberbürgermeister zum Ehrenbeamten auf Zeit ernannt. Derzeitiger Ortsvorsteher Hauingens ist der SPD-Politiker Günter Schlecht. Der Rat hat für alle den Ortsteil betreffenden Belange ein Vorschlagsrecht. Für alle den Ortsteil betreffenden Veränderungen muss der Stadtrat den Ortschaftsrat anhören. Über alle öffentlich zugewiesenen Mittel und den Vollzug des Haushaltsplanes entscheidet der Ortschaftsrat eigenständig.
Im Haushaltsplan 2010 steht für die Aufgaben der Ortsverwaltung Hauingen ein Etat von 190.800 Euro zur Verfügung; der Etat der Stadt Lörrach ist für das Jahr mit 96.757.900 Euro veranschlagt, davon 79.760.600 Euro im Verwaltungshaushalt.

## Kultur und Sehenswürdigkeiten

### Ortsbild und Bauwerke

#### Dorf

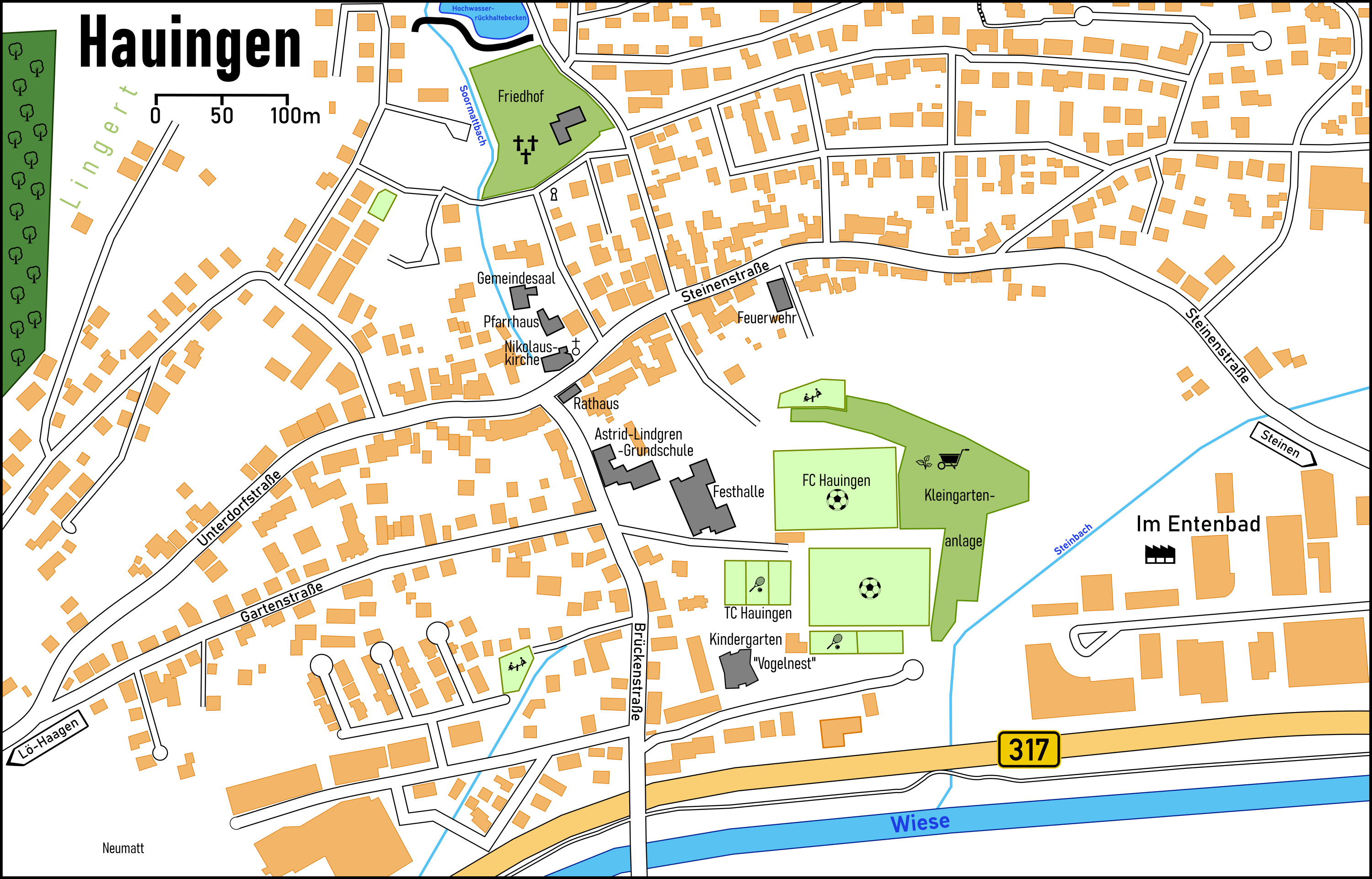
Karte vom Ortskern Hauingens

Hauingen war ursprünglich ein Straßendorf (Unterdorf-/Steinenstraße) mit wenigen Stichstraßen, die von der Hauptstraße abzweigten. Die Zuwanderung aus dem hinteren Wiesental sowie dem Hotzenwald vor allem von Industriearbeitern erforderte 1893 den Bau der Arbeiterkolonie Neuhauingen („Neui Hüüsli“) zwischen der Wiese und der Bahnlinie. Die in drei Bauabschnitten bis 1922 errichtete Siedlung umfasste 38 mehrstöckige Reihenhäuser. In den Folgejahren weitete sich die Besiedlung auf die Hänge in Richtung des ebenfalls zu Hauingen gehörenden Weilers Rechberg aus. Dieser wurde erstmals am 24. Juni 1368 erwähnt. In den 1960er Jahren entstand das größte zusammenhängende Neubaugebiet im Hinterdorf.
Hauingens Dorfkern wird von der evangelischen St.-Nikolaus-Kirche bestimmt. Der 27 Meter hohe spätgotische Kirchturm stammt aus dem Jahr 1469; das Langhaus mit Walmdach wurde 1768 vollendet. Über der Tür an der Straßenseite ist eine Gründungstafel mit dem badischen Wappen angebracht. Am 30. Juli 1759 wurden in der Nikolauskirche die Eltern von Johann Peter Hebel getraut. Durch Hauingen führt der 2010 eröffnete Hebel-Wanderweg mit einer Station an der Nikolauskirche.
Das nördlich der Kirche benachbarte Pfarrhaus aus dem Jahr 1560 ist das älteste vollständig erhaltene Gebäude im Ort. Rund um die Kirche stehen einige Fachwerk- und Bauernhäuser mit einer teilweise mehrere hundert Jahre alten Bausubstanz. Gegenüber dem Hauinger Friedhof erinnert ein Denkmal an die Gefallenen des Ersten und Zweiten Weltkriegs. Die Erinnerungsstätte wurde 1957 vom Bildhauer Rudolf Scheurer neu gestaltet.
Nördlich von der Steinenstraße, im Wohngebiet, steht die ehemalige Neuapostolische Kirche Hauingen als einfaches Haus mit Satteldach. Sie wurde am 21. Dezember 1956 geweiht. In Hauingen gehörten rund 150 aktive Mitglieder zur Gemeinde der neuapostolischen Kirche, die dort seit dem 8. Dezember 1935 besteht. Das Kirchenbauwerk wurde 2012 profaniert und wird seither als Arztpraxis genutzt.
Ein zentraler Versammlungs- und Veranstaltungsort in Hauingen ist die am 15. und 16. September 1962 eingeweihte neu erbaute Turn- und Sporthalle. An die südöstlich der Grundschule gelegene Halle liegen zwei Fußball- und mehrere Tennisplätze benachbart. Die Halle wurde 1973 nach Norden und 1975 nach Süden durch Vereinsräume erweitert.

#### Rechberg

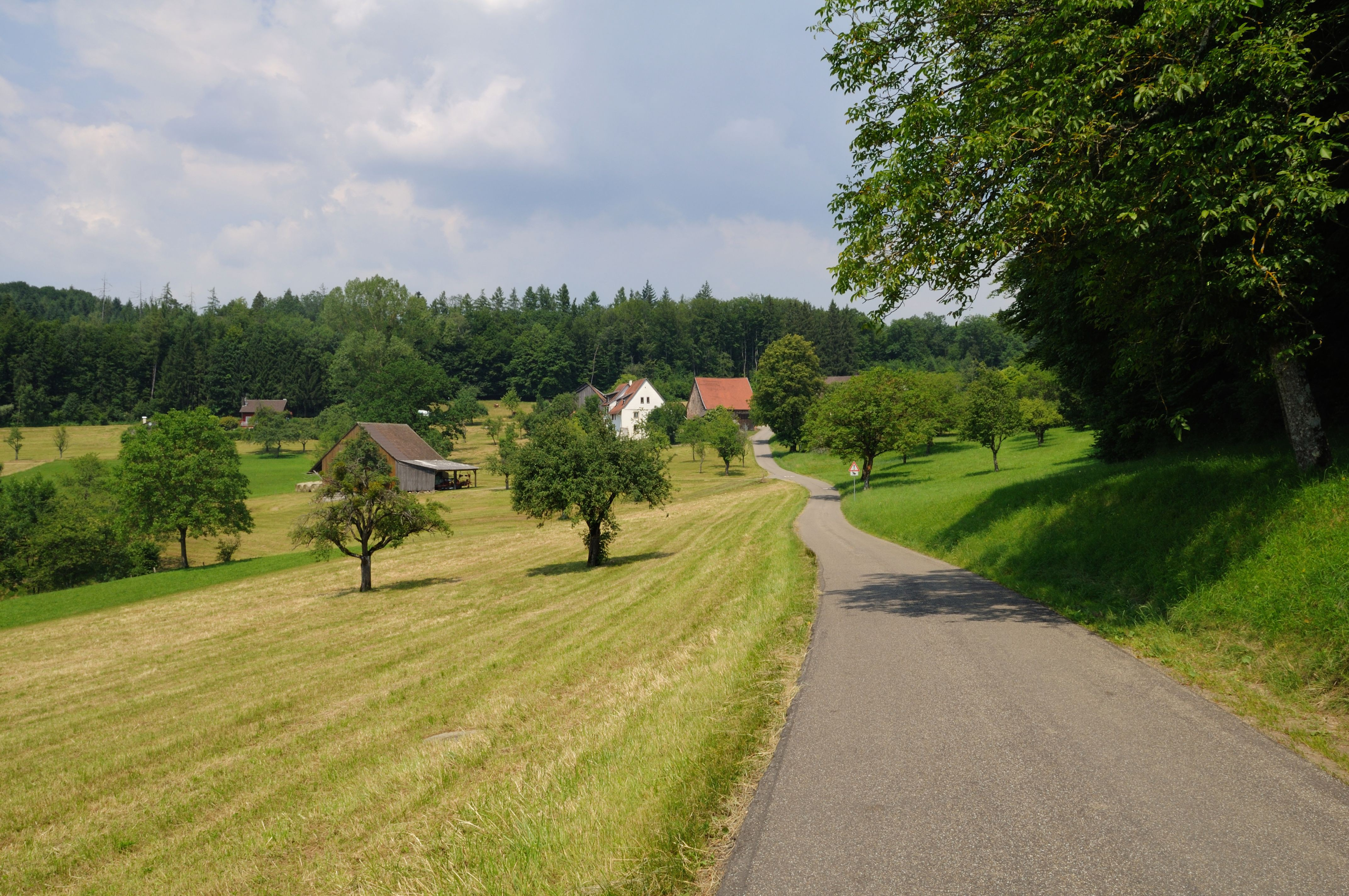
Rechberg

Vom Dorfkern führt nördlich die etwa drei Kilometer lange Rechbergstraße das Soormatttal hinauf zum Rechberg. Der 24. Juni 1368 erstmals in der Urkunde von Rudolf III. von Hachberg-Sausenberg erwähnte Weiler liegt von Wald umgeben auf einer Hochebene auf rund 450 m Höhe und gehörte seit jeher zu Hauingen. Als Namensdeutung für den Rechberg wird angegeben, dass mit „Rech“ das „Reh“ gemeint sei.
Die Straße von Hauingen ist der einzige Zugang für den motorisierten Individualverkehr. Vom Rechberg zweigen zwei weitere Landstraßen in die Waldflächen Hauingens ab. Die in den Jahrhunderten ausschließlich als Landwirtschaft genutzten Höfe werden seit dem 22. Juni 1909 zusätzlich als Gastwirtschaft genutzt. Der Gemeinderat von Hauingen erteilte damals die Gaststättenkonzession mit Erlaubnis zum Branntweinausschank. Im März 1982 wurde der Rechberger Hof um- und ausgebaut. Die mit einer kleinen Unterbrechung in der vierten Generation geführte Wirtschaft wird als Einkehrort von Wanderern und Ausflüglern genutzt.
Vom Waldparkplatz oberhalb des Rechbergs gelangt man über einen Wanderweg zum Bannwald „Röttler Wald“.

### Vereine
In Hauingen gab es mit Stand 2019 insgesamt 26 Vereine. Der älteste Verein Hauingens ist der Männergesangsverein, der 1834 gegründet wurde. Dieser begann mit zehn Mitgliedern und zählte im Jahr 2010 32 aktive und rund 150 passive Mitglieder. Nach einem Vereinsverbot nach der Revolution von 1848/49 gab es 1860 einen Neuanfang. Den bisher nicht mehr erreichten Rekord von 93 Sängern hatte der Verein 1959.
Der 1874 gegründete Evangelische Frauenverein ist Träger des Kindergartens. 1912 errichtete der Verein eine Krankenstation. Während der Herrschaft der Nationalsozialisten wurde der Frauenverein 1938 aufgelöst und sein Besitz dem Deutschen Roten Kreuz übertragen. Nach dem Zweiten Weltkrieg gründete sich der Verein 1950 neu und erhielt 1953 sein Kindergartengebäude zurück.

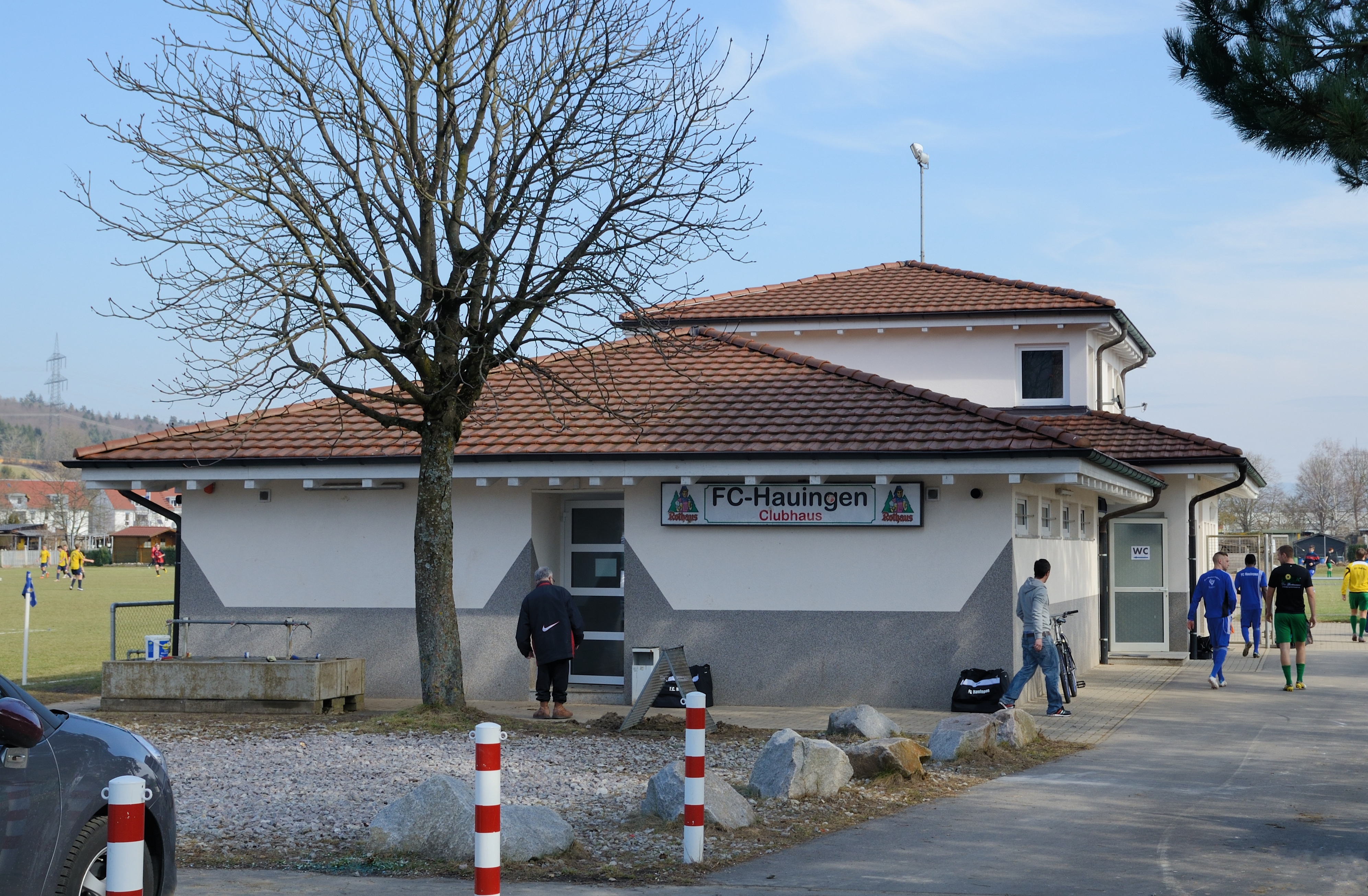
Clubhaus des FC Hauingen

Seit 1880 besteht ein Musikverein und seit 1883 ein Turnverein. Im Februar 1973 ging aus dem Hauinger Turnverein ein eigener Tennisclub hervor und im Juni 1985 löste sich die Fußballabteilung heraus und bildete den FC Hauingen. 2001 wurde ein neues Vereinshaus für den Fußballclub eingeweiht.
Die 1909 gegründete Schützengesellschaft Hauingen wurde im Januar 2010 Verbandsligameister und stellt mit Michael Schwald den Deutschen Meister 2010 mit der Freien Pistole in der Juniorenklasse B. Im Juli 2012 errang er zwei Goldmedaillen bei den Junioren-Europameisterschaften im italienischen Bologna.

### Fasnacht

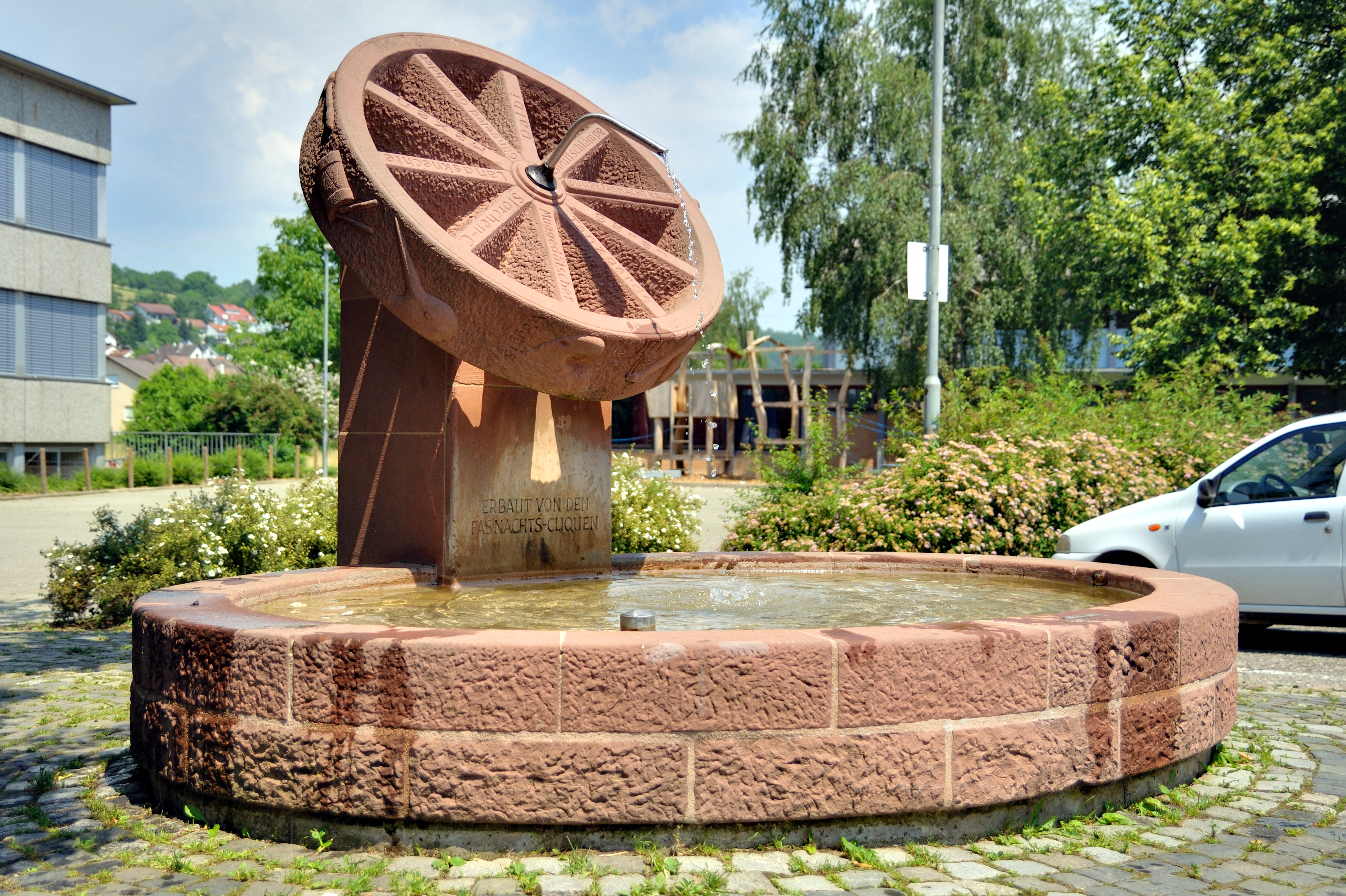
Fasnachtsbrunnen

Die Hauinger Fasnachtscliquen und -vereine wurden in den 1960er Jahren und somit Jahrzehnte später als die organisierte Lörracher Fasnacht gegründet. Im Jahr 2002 gab es in Hauingen zwölf dieser Cliquen, die älteste ist die Storchen-Clique Hauingen e. V., die seit dem 17. März 1960 besteht.
Ein Höhepunkt der Lörracher Fasnacht ist die Hauinger Buurefasnacht (Bauernfasnacht). Sie findet jährlich am Sonntag nach Aschermittwoch statt. Der älteste schriftliche Beleg für die Buurefasnacht in Hauingen geht auf das Jahr 1850 zurück. Am Umzug nehmen weit über 100 Hästrägergruppen und Musikkapellen aus dem Ort, der Region und teilweise von weiter her teil. Diese Bräuche sind in den überwiegend evangelischen Gemeinden gewachsen. In den katholisch geprägten Gemeinden wie Stetten, Wyhlen oder Istein gibt es dagegen keine Buurefasnacht.
Dazu finden im Vorfeld weitere Veranstaltungen wie Zunftabende, Hemdglunkiumzug, Hemdglunkiball und ein Maskelball statt. Die Fasnacht in Hauingen endet mit einem Fasnachtsfeuer auf dem Rüttebuck und Scheibenschlagen. Die gängige närrische Begrüßung lautet „Hauge hot hü!“.

## Wirtschaft und Infrastruktur

### Ansässige Unternehmen

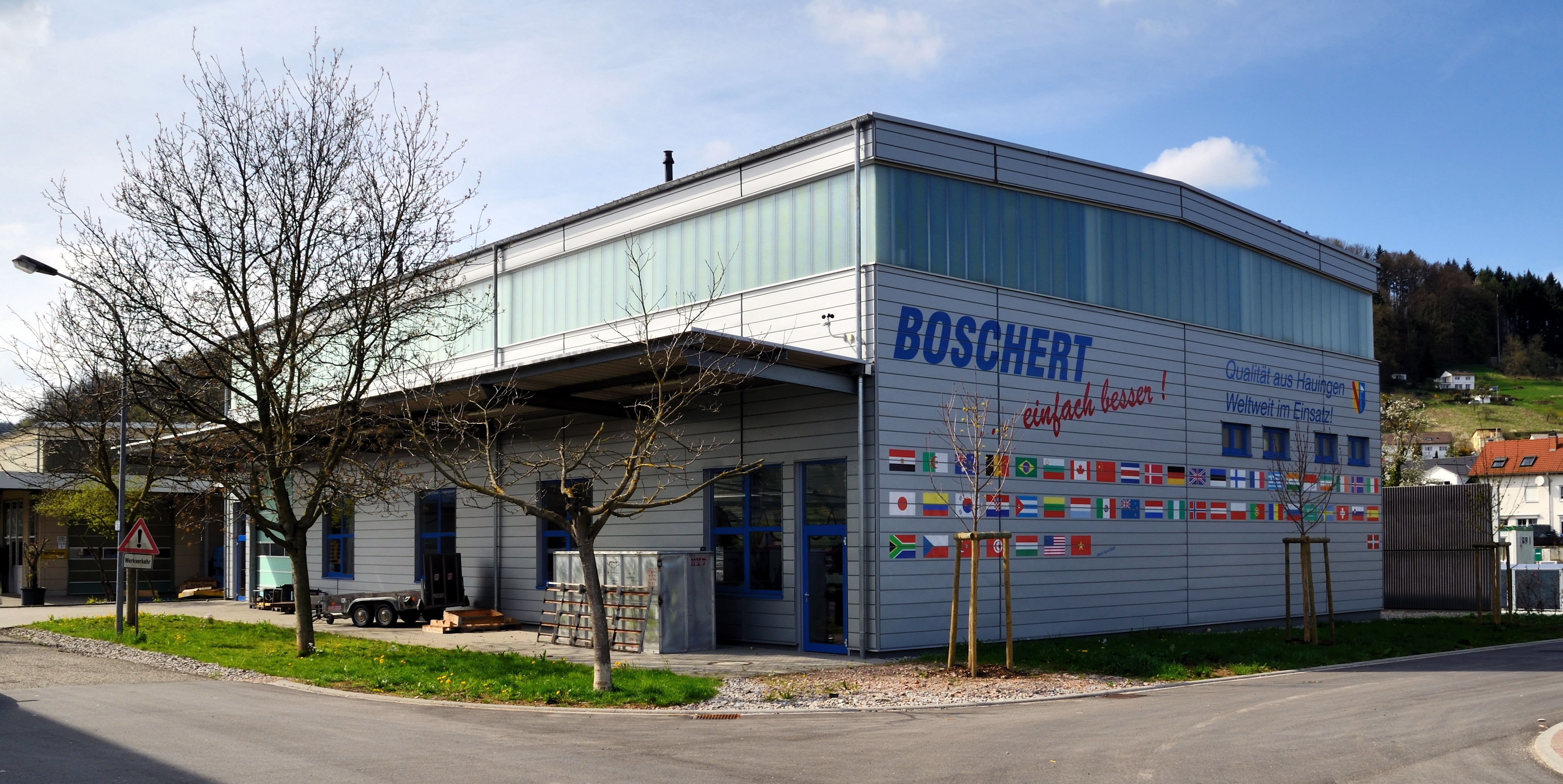
Firmenhalle von Boschert

Neben den ortsüblichen Kleingewerbebetrieben erlangten nur wenige Betriebe Hauingens über die Ortsgrenzen hinaus größere Bekanntheit. Das bekannteste Unternehmen ist die im Oktober 1932 von Karl Scheurer gegründete Oberbadische Angorafarm Hauingen. Innerhalb von zwei Jahren wuchs der Tierbestand auf 150 Angorakaninchen an. Die Farm verarbeitete die selbstgeschorene Wolle zu Textilien und expandierte noch vor dem Zweiten Weltkrieg mit einem zweiten Werk in Kandern und 1952 einem dritten in Tegernau. Der Hauptsitz in der Lingertstraße wurde zwar in den 1950er Jahren erweitert, war aber schon in den nächsten Jahren wieder zu klein, sodass er 1962 nach Maulburg verlegt werden musste. Gleichzeitig firmierte das Unternehmen seit dem Umzug mit dem Namen Medima Werke Karl Scheurer (Medizin in Maschen). Es wurde noch in zweiter Generation bis 2001 geführt, musste dann aber mit rund 330 Mitarbeitern liquidiert werden.
Der größte Arbeitgeber gemessen an Mitarbeitern ist der Metallbetrieb Boschert GmbH + Co KG mit rund 100 Angestellten. Das am 1. September 1946 von Ludwig Boschert gegründete Unternehmen expandierte unter seinem Nachfolger Udo Kunz; es ist etwas abseits vom Siedlungsgebiet mit mehreren Werkshallen an der B 317 ansässig.

### Verkehr

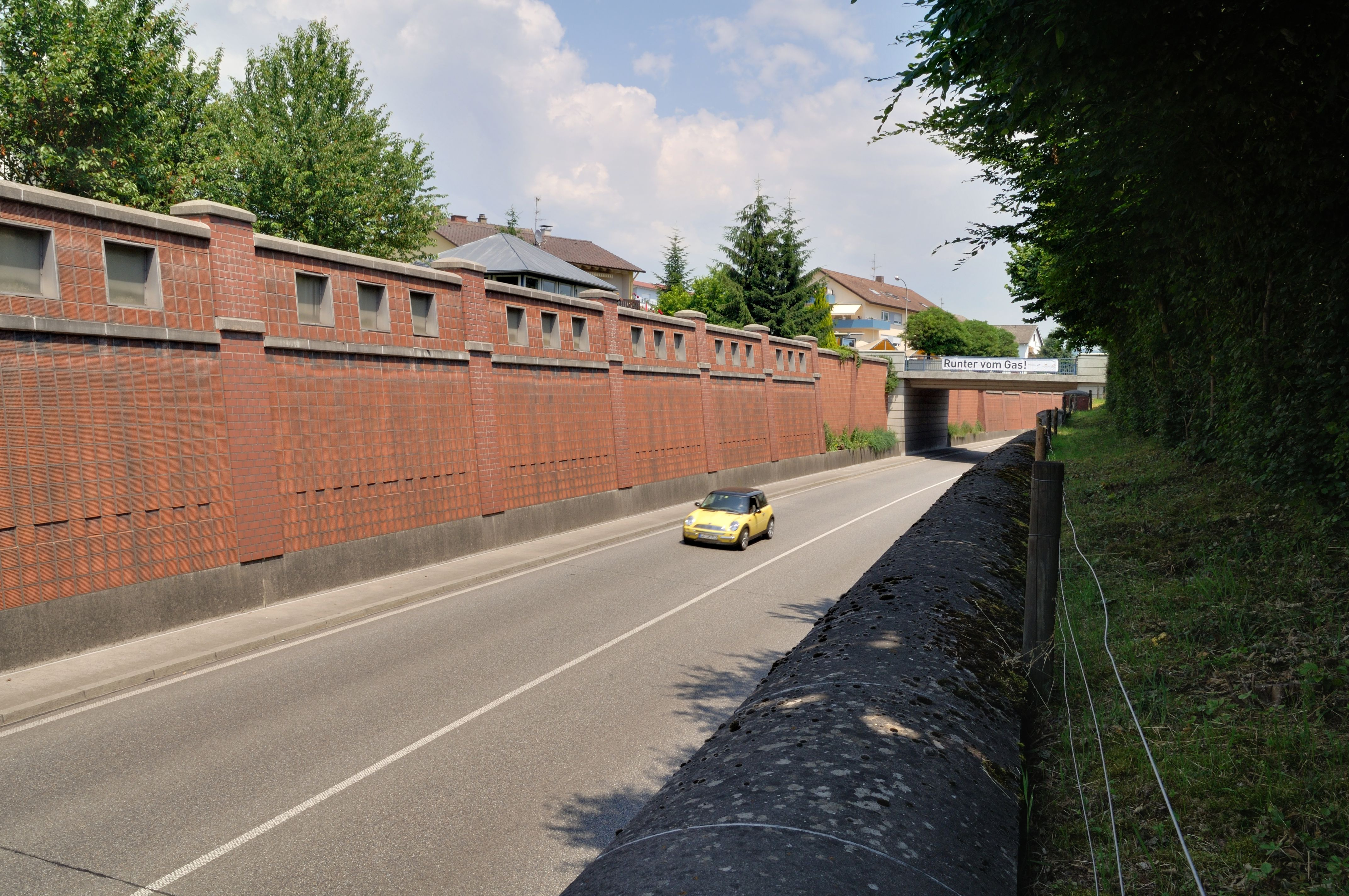
Hauinger Trog (Bundesstraße 317)

Hauingen befindet sich verkehrstechnisch in einer Randlage. Die alte Wiesentäler Landstraße und heutige Bundesstraße 317 führt von Lörrach über Brombach weiter in Richtung Schopfheim. Damit war die durch den Dorfkern führende Landesstraße 138 untergeordnet und gering ausgebaut. Zu den wichtigsten Straßen zählt die von Brombach kommende Brückenanbindung über die Wiese, die sogenannte Wiesenbrücke. Die erste Brücke stammt vom November 1866 und war eine einfache Holzkonstruktion mit zwei Jochen. Sie wurde 1909 durch eine Eisenbrücke und 1969/70 durch eine Spannbetonbrücke ersetzt. Es handelt sich auch gleichzeitig um die einzige Wiesenbrücke auf dem Gebiet von Hauingen. Der steigende Individualverkehr in den 1960er und 1970er Jahren belastete die bis dahin schwach frequentierte Ortsdurchfahrt. Dies erforderte eine Neugestaltung der Bundesstraße 317. 1991 wurde die durch die Gemarkung Hauingens führende Bundesstraße durch ein Trogbauwerk neu trassiert.
Südlich der Ortschaft liegt der Haltepunkt Lörrach-Brombach/Hauingen (bis Dezember 2009 Brombach (b Lörrach)) an der Wiesentalbahn. Dieser wird von den Linien S5 und S6 der S-Bahn Basel bedient, die zwischen Basel, Weil am Rhein und Schopfheim verkehrt. Über die Buslinie 16 ist der Ort an das städtische Busnetz angeschlossen. Wie alle öffentlichen Verkehrsmittel der Region ist auch sie in den Regio Verkehrsverbund Lörrach integriert.
Durch Hauingen führe mehrere regionale Radwege. Zu den wichtigsten zählt die Pendlerstrecke des Wiesentalradweges. Darüber hinaus befindet sich an der Hauinger Kirche bei Kilometer 6,0 die zweite von insgesamt sieben Stationen des touristischen Literarischen Radweges Nummer 7.

### Bildungseinrichtungen

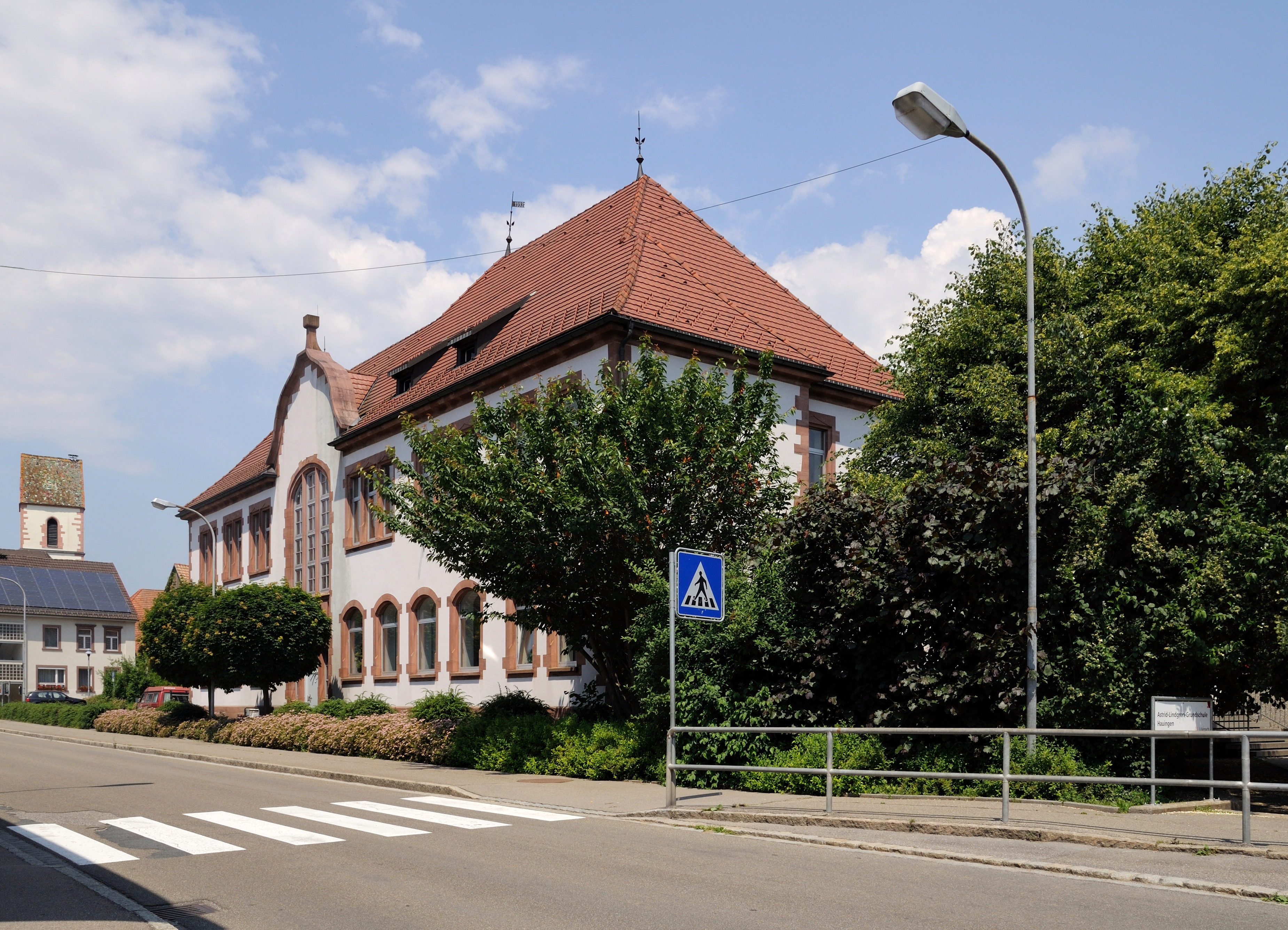
Astrid-Lindgren-Schule

Die erste Schule in Hauingen ist ab dem Jahr 1725 urkundlich belegt. Das erste Schulgebäude stand in der Steinenstraße 4. Durch die Industrialisierung des Wiesentals stiegen mit der Einwohnerzahl auch die Schülerzahlen, sodass die Gemeinde in den Jahren 1846/1847 ein kombiniertes Rat- und Schulhaus errichtete. Wegen des weiteren Bevölkerungsanstiegs von 830 im Jahr 1895 auf rund 1400 Einwohner 1903 wurde im August 1904 ein neues Schulhaus in der Brückenstraße eingeweiht. Seit 1975 ist die Hauinger Schule nur noch Grundschule und zählte 2002 insgesamt 186 Schüler. Nach einem lokalpolitischen Streit über den Namen der Schule wurde sie 2003 nach der schwedischen Kinderbuchautorin Astrid Lindgren benannt.

### Freiwillige Feuerwehr

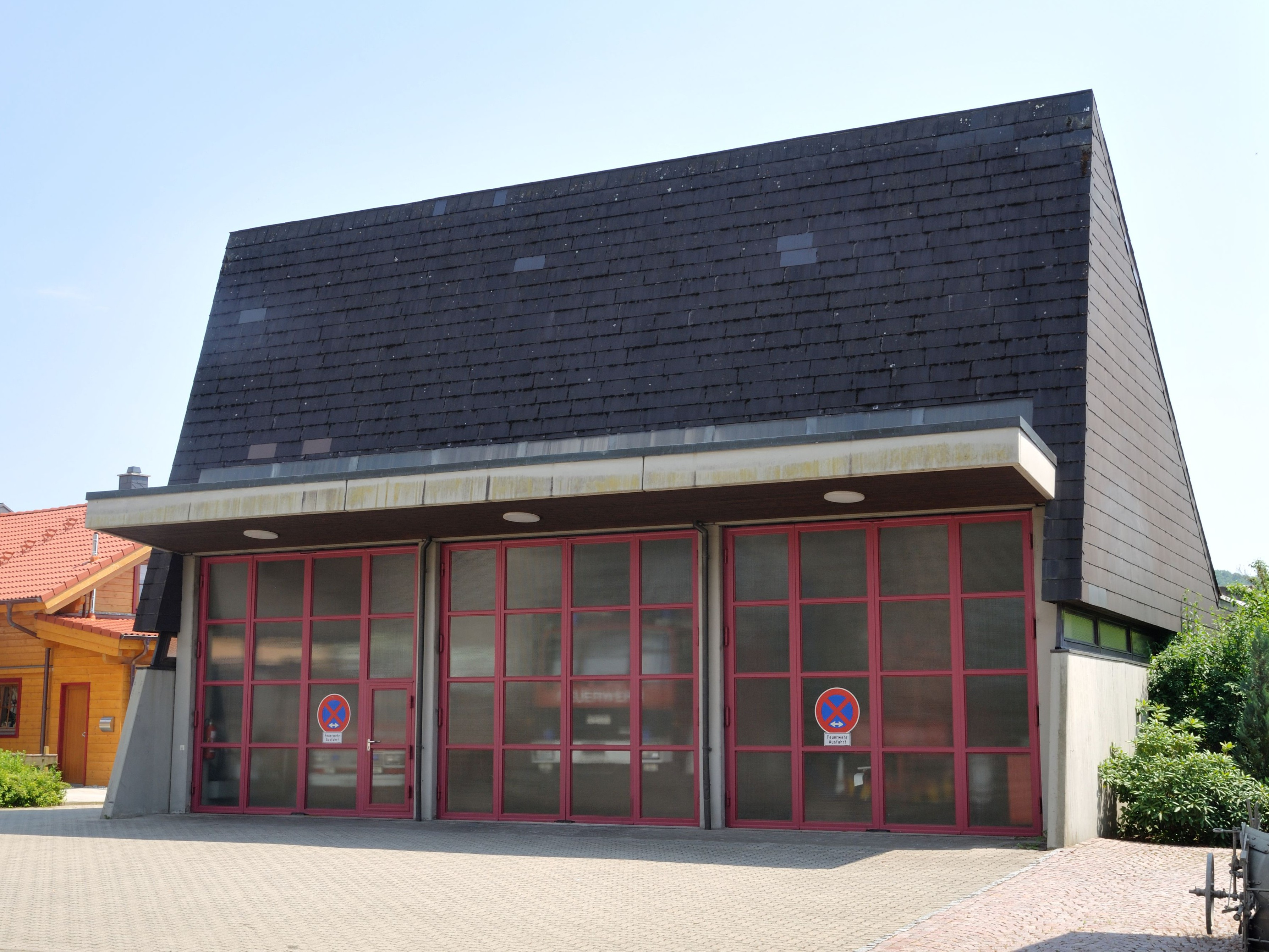
Feuerwehrhaus

Hauingens Freiwillige Feuerwehr wurde 1875 auf Initiative des Gemeinderats beim großherzoglichen Bezirksamt gegründet. Im Gründungsjahr meldeten sich 60 dienstbereite Männer. Die beiden Weltkriege ließen jedoch die Mannschaft erheblich schrumpfen, sodass beispielsweise beim großen Hochwassereinsatz 1942 nur sieben Feuerwehrmänner helfen konnten. Um den Verlust auszugleichen, dienten 1944 etwa 30 junge Frauen als Feuerwehrhelferinnen. Nach dem Zweiten Weltkrieg erlaubte die französische Militärregierung erst 1946 wieder das Tragen der Uniform, und zwar für höchstens 27 Männer.
1974 wurde Hauingens Feuerwehr im Zuge der Eingemeindung in die Freiwillige Feuerwehr Lörrach integriert. Das Feuerwehrhaus wurde zur Hundertjahrfeier 1975 neu gebaut. 2010 zählt die Hauinger Feuerwehr 31 aktive Feuerwehrleute, acht Jugendfeuerwehrleute und 18 Angehörige der Altersmannschaft.
Zum Löschzug der Hauinger Feuerwehr gehören ein Löschgruppenfahrzeug LF 20 auf MAN-Basis, ein Führungs- und Versorgungsfahrzeug (Ford Transit FT 350) und ein Lichtmastanhänger.

### Elektrizitätsgenossenschaft Hauingen und Strom- und Erdgastrasse

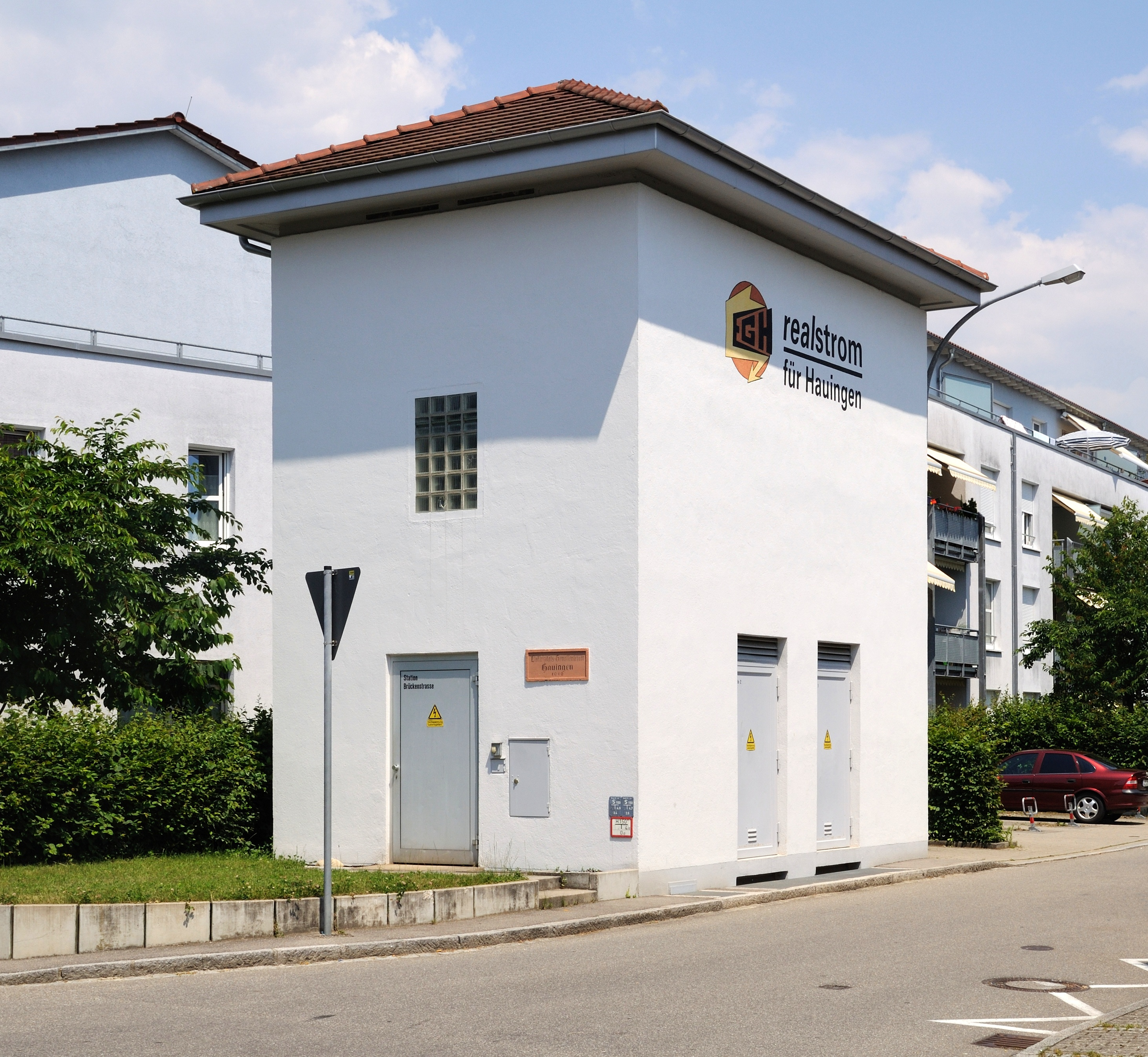
Trafohäuschen der EGH

Eine Besonderheit Hauingens ist der genossenschaftlich organisierte Stromversorger. Im Herbst 1909 wandte sich die Gemeinde an das Kraftwerk in Rheinfelden, um von dort an das Stromnetz angeschlossen zu werden. Das Kraftwerk war zur Lieferung zwar grundsätzlich bereit, wollte aber wegen der erwarteten geringen Strommenge keine Leitungen legen. Da die Gemeinde die erforderlichen 20.000 Goldmark für die Leitungen nicht aufbringen konnte, gründeten Hauinger Bürger die Elektrizitätsgenossenschaft Hauingen (EGH). Die notwendige Infrastruktur wie Transformatoren und Leitungen wurde von Mitbürgern und Vorarbeitern hergestellt und über ein Darlehen finanziert. Mitte März 1913 konnte der erste Strom in Hauingen 300 Glühbirnen, einige Steckdosen und 20 Straßenlaternen versorgen; der verwendete Transformator leistete 27 Kilowatt (KW).
Im Jahr 2009 verfügte die Elektrizitätsgenossenschaft über 18 Photovoltaikanlagen – darunter je eine am Feuerwehrhaus, an der Astrid-Lindgren-Schule und am Rathaus – mit einer Nennleistung von 173 kW. Im Ort verteilt hat die EGH zwölf Trafostationen.
Ziel der EGH ist es, umweltverträglichen Strom für die Mitglieder zu beziehen bzw. selbst zu erzeugen. Beliefert wurden nur Haushalte im Netzgebiet der EGH. Zum 31. Dezember 2016 stellte die EGH ihre Stromlieferungen ein und übergab die örtliche Grundversorgung im Rahmen der gesetzlichen Bestimmungen der Energiedienst AG Rheinfelden. Seither besteht eine Marktpartnerschaft mit dem Energiedienst. Die Genossenschaft ist allerdings weiterhin aktiv.
Nur wenige hundert Meter nördlich des Besiedlungsgebietes von Hauingen verläuft eine Höchstspannungsleitung. Dabei handelt es sich um eine 380 kV-Leitung. Sie führt vom Umspannwerk Kühmoos ins nordbadische Daxlanden.
Das 30 Kilometer lange Teilstück der Trans-Europa-Naturgas-Pipeline zwischen Hügelheim und Hüsingen verläuft durch das Gemarkungsgebiet von Hauingen.

## Persönlichkeiten

### In Hauingen gewirkt

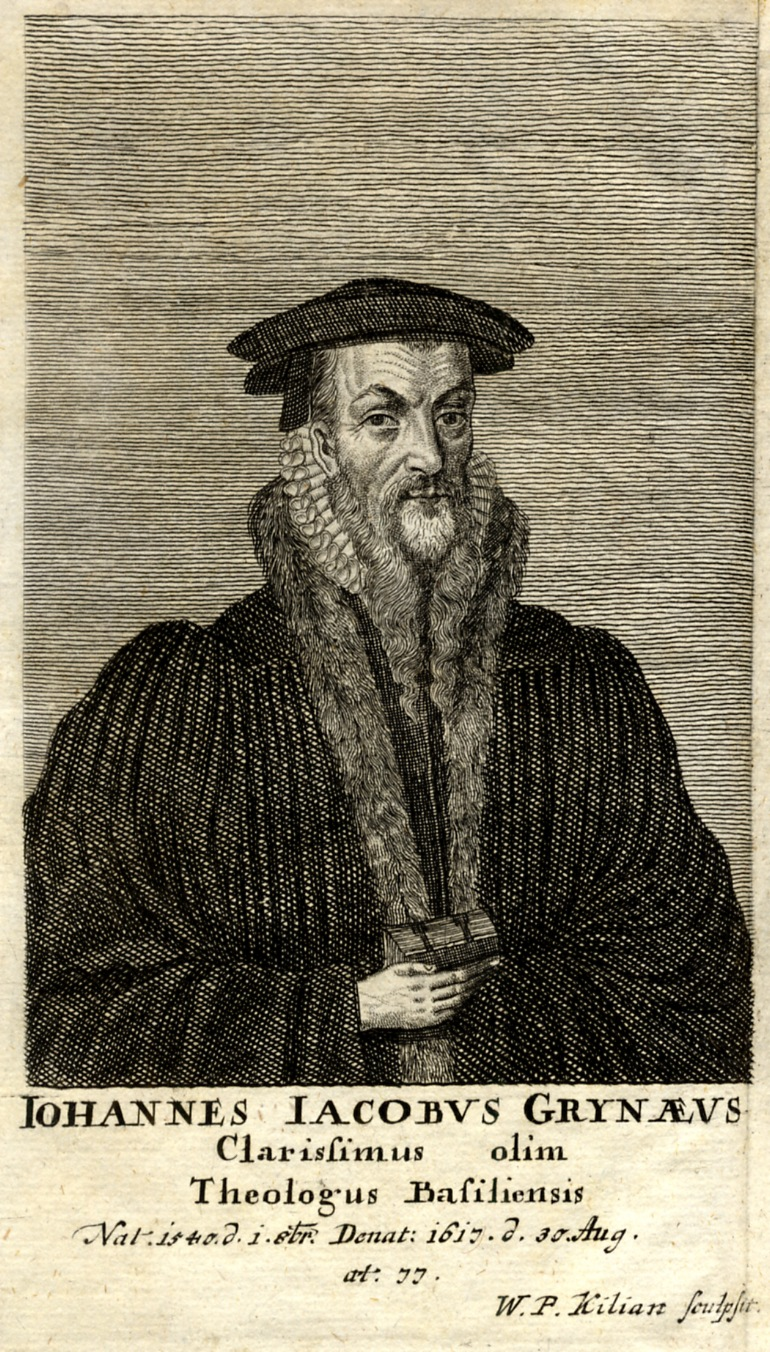
Johann Jakob Grynaeus

Der Theologe und spätere Antistes des Basler Münsters, Johann Jakob Grynaeus, wurde von Simon Sulzer 1559 nach Hauingen als Diakon berufen. Dessen Vater Thomas Grynaeus war damals Pfarrer in Rötteln. Er assistierte seinem Vater in Rötteln und betreute bis 1563 die Pfarrgemeinde in Hauingen. Während seiner Zeit entstand auch das Pfarrhaus (1560), welches das älteste bis heute erhaltene Gebäude im Ort ist.
Der Theologe und Heimatschriftsteller Richard Nutzinger war von 1936 bis 1963 Pfarrer in Hauingen, lebte in dieser Zeit im Pfarrhaus und war eng mit dem Ort verbunden. 1960 veröffentlichte er das Geschichtsbuch 400 Jahre Pfarrhaus Hauingen und textete zwei Jahre später das Hauger Lied. Ihm zu Ehren ist die Straße nordöstlich der Nikolauskirche benannt.
Der erfolgreiche Sportschütze Michael Schwald ist Vereinsmitglied der Schützengesellschaft Hauingen.

### Söhne und Töchter
Folgende Personen wurden in Hauingen geboren:
- Ferdinand Hitzig (1807–1875), Theologe
- Hans Matt-Willmatt (1898–1978), Schriftsteller und Heimatforscher
- Udo Kunz (1924–2015), Maschinenbauer, Unternehmer und Kommunalpolitiker
- Rudolf Scheurer (1931–2020), Bildhauer
- Hans G. Nutzinger (* 1945), Wirtschaftswissenschaftler